# Værker af Georg Friedrich Händel
Georg Friedrich Händel (23. februar 1685 – 14. april 1759) var en tysk-engelsk barokkomponist, der er kendt for sine operaer, oratorier, og concerti grossi. Händel skrev 42 operaer, 29 oratorier, mere end 120 kantater samt trioer, duetter og adskillige arier foruden kammermusik og et stort antal økumeniske stykker, oder, serenader og 16 concerti grossi for orgel. Hans oratorium Messias med dets "Halleluja"-kor er blandt de mest kendte værker indenfor klassisk musik og er blevet en juleklassiker. Blandt Händels mest kendte instrumentalværker er concerti grossi opus 3 og 6, "The Cuckoo and the Nightingale", i hvilken man kan høre fuglene synge i forskellige tonearter, samt hans 16 suiter, særligt The Harmonious Blacksmith.
Der er to samlede udgaver af Händels værk: Händel-Gesellschaft (HG) og Hallische Händel-Ausgabe (HHA).
Händels værker er katalogiseret og betegnes ofte med et HWV-number; Messias har fx HWV 56.

## Operaer
Alle Händels operaer er opere serie i tre akter, hvis ikke andet er anført.
| HWV    | Titel                         | Premiere                        | Sted                                    | Libretto                                                                | Noter                                 |
| ------ | ----------------------------- | ------------------------------- | --------------------------------------- | ----------------------------------------------------------------------- | ------------------------------------- |
| 1      | Almira, Königin von Castilien | 8. januar 1705                  | Theater am Gänsemarkt, Hamborg          | Friedrich Christian Feustking, efter G. Pancieri                        | Singspiel                             |
| 2      | Nero                          | 25. februar 1705                | Theater am Gänsemarkt, Hamborg          | Friedrich Christian Feustking                                           | Musikken er gået tabt                 |
| 3      | Florindo                      | 1708                            | Theater am Gänsemarkt, Hamborg          | Hinrich Hinsch                                                          | Musikken er gået tabt                 |
| 4      | Daphne                        | 1708                            | Theater am Gänsemarkt, Hamborg          | Hinrich Hinsch                                                          | Musikken er gået tabt                 |
| 5      | Rodrigo                       | 1707                            | Firenze                                 | Efter F. Salvani                                                        |                                       |
| 6      | Agrippina                     | Sidst i 1709 eller først i 1710 | Teatro San Giovanni Grisostomo, Venedig | Vincenzo Grimani                                                        |                                       |
| 7a/b   | Rinaldo                       | 24. februar 1711                | Queen's Theatre, London                 | Giacomo Rossi/Aaron Hill, efter Torquato Tasso: La Gerusalemme liberata |                                       |
| 8a/b/c | Il pastor fido                | 22. november 1712               | Queen's Theatre, London                 | Giacomo Rossi, efter Giovanni Battista Guarini                          |                                       |
| 9      | Teseo                         | 10. januar 1713                 | Queen's Theatre, London                 | Nicola Francesco Haym, efter Philippe Quinault                          | Fem akter                             |
| 10     | Silla                         | Juni 1713 (?)                   | London?                                 | Giacomo Rossi, efter Plutark                                            | Musikken er blevet genbrugt i Amadigi |
| 11     | Amadigi di Gaula              | 25. maj 1715                    | King's Theatre, London                  | Rossi eller Haym (?), efter A.H. de la Motte, 1699                      |                                       |
| 12a/b  | Radamisto                     | 27. april 1720                  | King’s Theatre, London                  | Haym (?), efter D. Lalli                                                |                                       |
| 13     | Muzio Scevola                 | 15. april 1721                  | King’s Theatre, London                  | Paolo Antonio Rolli, efter Silvio Stampiglia                            | Kun tredje akt er af Händel           |
| 14     | Floridante                    | 9. december 1721                | King’s Theatre, London                  | Rolli, efter Francesco Silvani La costanza in trionfo                   |                                       |
| 15     | Ottone                        | 12. januar 1723                 | King’s Theatre, London                  | Haym, efter S.B. Pallavicino                                            |                                       |
| 16     | Flavio                        | 14. maj 1723                    | King’s Theatre, London                  | Haym, efter M. Norris                                                   |                                       |
| 17     | Giulio Cesare in Egitto       | 20. februar 1724                | King’s Theatre, London                  | Haym                                                                    |                                       |
| 18     | Tamerlano                     | 31. oktober 1724                | King’s Theatre, London                  | Haym, efter Agostin Piovene og Nicholas Pradon                          |                                       |
| 19     | Rodelinda                     | 13. februar 1725                | King’s Theatre, London                  | Haym, efter Antonio Salvi, efter Pierre Corneille                       |                                       |
| 20     | Scipione                      | 12. marts 1726                  | King’s Theatre, London                  | Rolli                                                                   |                                       |
| 21     | Alessandro                    | 5. maj 1726                     | King’s Theatre, London                  | O. Mauro                                                                |                                       |
| 22     | Admeto                        | 31. januar 1727                 | King’s Theatre, London                  | Haym                                                                    |                                       |
| 23     | Riccardo Primo                | 11. november 1727               | King’s Theatre, London                  | Rolli, efter Francesco Briani                                           |                                       |
| 24     | Siroe                         | 17. februar 1728                | King’s Theatre, London                  | Haym, efter Metastasio                                                  |                                       |
| 25     | Tolomeo                       | 30. april 1728                  | King’s Theatre, London                  | Haym, efter Carlo Sigismondo Capece                                     |                                       |
| 26     | Lotario                       | 2. december 1729                | King’s Theatre, London                  | Efter Antonio Salvi                                                     |                                       |
| 27     | Partenope                     | 24. februar 1730                | King’s Theatre, London                  | Efter Silvio Stampiglia                                                 |                                       |
| 28     | Poro                          | 2. februar 1731                 | King’s Theatre, London                  | Efter Metastasio                                                        |                                       |
| 29     | Ezio                          | 15. januar 1732                 | King’s Theatre, London                  | Metastasio                                                              |                                       |
| 30     | Sosarme                       | 15. februar 1732                | King’s Theatre, London                  | Efter Salvi                                                             |                                       |
| 31     | Orlando                       | 27. januar 1733                 | King’s Theatre, London                  | Efter Capece, efter Ludovico Ariostos Orlando furioso                   |                                       |
| 32     | Arianna in Creta              | 26. januar 1734                 | King’s Theatre, London                  | Efter Pietro Pariati                                                    |                                       |
| 33     | Ariodante                     | 8. januar 1735                  | Covent Garden Theatre, London           | Efter Salvi, efter Ariostos Orlando Furioso                             |                                       |
| 34     | Alcina                        | 16. april 1735                  | Covent Garden Theatre, London           | Efter Ariostos Orlando Furioso                                          |                                       |
| 35     | Atalanta                      | 12. maj 1736                    | Covent Garden Theatre, London           | Efter Belisario Valeriani                                               |                                       |
| 36     | Arminio                       | 12. januar 1737                 | Covent Garden Theatre, London           | Efter Salvi                                                             |                                       |
| 37     | Giustino                      | 16. februar 1737                | Covent Garden Theatre, London           | Efter Pariatis Giustino, efter Nicolo Beregans Il Giustino              |                                       |
| 38     | Berenice                      | 18. maj 1737                    | Covent Garden Theatre, London           | Efter Salvi                                                             |                                       |
| 39     | Faramondo                     | 3. januar 1738                  | King’s Theatre, London                  | Efter Apostolo Zenos Faramondo                                          |                                       |
| 40     | Serse                         | 15. april 1738                  | King’s Theatre, London                  | Efter Stampiglia                                                        | Også kendt som Xerxes                 |
| 41     | Imeneo                        | 22. november 1740               | Theatre in Lincoln's Inn Fields, London | Efter Stampiglias Imeneo                                                |                                       |
| 42     | Deidamia                      | 10. januar 1741                 | Teatret i Lincoln's Inn Fields, London  | Rolli                                                                   |                                       |

## Musik til skuespil og lign.
| HWV | Titel                              | Premiere           | Sted                       | Noter |
| --- | ---------------------------------- | ------------------ | -------------------------- | --- |
| 43  | The Alchemist                      | 14. januar 1710    | Queen's Theatre, London    | Instrumentalmusik til en genopførelse af Ben Jonsons skuespil The Alchemist. Musikken var fra Händels opera Rodrigo og var blevet arrangeret af en anonym komponist. |
| 44  | Musik til Comus                    | Cirka 9. juni 1745 | Exton, Rutland             | Skrevet til en privat opførelse af maskespillet Comus. |
| 45  | Alceste (maskespil)                | Ikke opført        |                            | Skrevet til et skuespil af Tobias Smollett, som ikke blev opført. Musikken er komponeret i perioden december 1749 til januar 1750.                                   |
| 218 | Love's but the frailty of the mind | 17. marts 1740     | Drury Lane Theatre, London | Sunget af Kitty Clive ved hendes velgørenhedsopførelse af William Congreves The Way of the World (tredje akt). Musikken er komponeret i London i 1740.               |

## Oratorier
| HWV   | Titel                                  | Premiere          | Sted                                   | Tekst    |
| ----- | -------------------------------------- | ----------------- | -------------------------------------- | -------- |
| 46a   | Il trionfo del tempo e del disinganno  | Juni 1707         | Rom                                    |          |
| 46b   | Il trionfo del Tempo e della Verità    | 17. marts 1737    | London                                 |          |
| 47    | La resurrezione                        | 8. april 1708     | Rom                                    |          |
| 48    | Brockes-passion                        | 23. marts 1719    | Muligvis katedralen i Hamborg          |          |
| 50a/b | Esther                                 | Formentlig i 1718 | Formentlig i Cannons                   | Stanford |
| 51    | Deborah                                | 21. februar 1733  | King's Theatre, London                 | Stanford |
| 52    | Athalia                                | 10. juli 1733     | Sheldonian Theatre, Oxford             | Stanford |
| 53    | Saul                                   | 16. januar 1739   | King's Theatre, London                 | Stanford |
| 54    | Israel in Egypt                        | 4. april 1739     | King's Theatre, London                 | Stanford |
| 55    | L'Allegro, il Penseroso ed il Moderato | 27. februar 1740  | Teatret i Lincoln's Inn Fields, London | Stanford |
| 56    | Messias                                | 13. april 1742    | New Music Hall, Dublin                 | Stanford |
| 57    | Samson                                 | 18. februar 1743  | Covent Garden Theatre, London          | Stanford |
| 58    | Semele                                 | 10. februar 1744  | Covent Garden Theatre, London          | Stanford |
| 59    | Joseph and his Brethren                | 2. marts 1744     | Covent Garden Theatre, London          | Stanford |
| 60    | Hercules                               | 5. januar 1745    | King's Theatre, London                 | Stanford |
| 61    | Belshazzar                             | 27. marts 1745    | King's Theatre, London                 | Stanford |
| 62    | Occasional Oratorio                    | 14. februar 1746  | Covent Garden Theatre, London          | Stanford |
| 63    | Judas Maccabaeus                       | 1. april 1747     | Covent Garden Theatre, London          | Stanford |
| 64    | Joshua                                 | 9. marts 1748     | Covent Garden Theatre, London          | Stanford |
| 65    | Alexander Balus                        | 23. marts 1748    | Covent Garden Theatre, London          | Stanford |
| 66    | Susanna                                | 10. februar 1749  | Covent Garden Theatre, London          | Stanford |
| 67    | Solomon                                | 17. marts 1749    | Covent Garden Theatre, London          | Stanford |
| 68    | Theodora                               | 16. marts 1750    | Covent Garden Theatre, London          | Stanford |
| 69    | The Choice of Hercules                 | 1. marts 1751     | Covent Garden Theatre, London          | Stanford |
| 70    | Jephtha                                | 26. februar 1752  | Covent Garden Theatre, London          | Stanford |
| 71    | The Triumph of Time and Truth          | 11. marts 1757    | Covent Garden Theatre, London          | Stanford |

## Oder og maskespil
| HWV | Titel                              | Premiere          | Sted                                    | Tekst    |
| --- | ---------------------------------- | ----------------- | --------------------------------------- | -------- |
| 72  | Aci, Galatea e Polifemo            | 19. juli 1708     | Napoli                                  |          |
| 49a | Acis and Galatea (maskespil)       | Formentlig 1718   | Cannons, i nærheden af London           |          |
| 49b | Acis and Galatea (serenade)        | 10. juni 1732     | King's Theatre, London                  | Stanford |
| 73  | Parnasso in festa                  | 13. marts 1734    | King's Theatre, London                  |          |
| 74  | Ode for the Birthday of Queen Anne | 6. februar 1713   | Royal Palace i London                   |          |
| 75  | Alexander's Feast                  | 19. februar 1736  | King's Theatre, London                  | Stanford |
| 76  | Ode for St. Cecilia's Day          | 22. november 1739 | Teatret in Lincoln's Inn Fields, London | Stanford |

## Kantater
| HWV  | Titel                                                             | Komponeret                           | Premiere                       | Sted                              | Noter | Tekst                                                |
| ---- | ----------------------------------------------------------------- | ------------------------------------ | ------------------------------ | --------------------------------- | --- | ---------------------------------------------------- |
| 77   | Ah che pur troppo è vero                                          | Firenze, ca. 1707                    |                                |                                   | |                                                      |
| 78   | Ah! crudel, nel pianto mio                                        | Rom, august 1708                     | 2. september 1708              | Palazzo Bonelli, Rom              | |                                                      |
| 79   | Diana cacciatrice eller Alla caccia                               | Rom, maj 1707                        | Maj-juni 1707                  | Vignanello                        | Kopieret for Francesco Ruspoli, 1707 |                                                      |
| 80   | Allor ch'io dissi: Addio                                          | Rom, 1707-1709                       |                                |                                   | |                                                      |
| 81   | Alpestre monte                                                    | Firenze, cirka 1707                  |                                |                                   | |                                                      |
| 82   | Amarilli vezzosa eller Daliso ed Amarilli eller Il duello amoroso | Rom, august 1708                     | Formentlig 28. oktober 1708    |                                   | Kopieret for Ruspoli, 1708 |                                                      |
| 83   | Aminta e Fillide or Arresta il passo                              | Tidligt i 1708                       | 14. juli 1708                  | Rom                               | Kopieret for Ruspoli, 1708. "Chi ben ama" er anført som en selvstændig enhed i HG 52b                                                              |                                                      |
| 84   | Aure soavi, e lieti                                               | Rom, maj 1707                        |                                |                                   | Kopieret for Ruspoli, 1707, 1708, 1709 |                                                      |
| 85   | Venus and Adonis or Behold where weeping Venus stands             | London, cirka 1711                   |                                |                                   | Ingen autograf: Autenticiteten er usikker |                                                      |
| 86   | Bella ma ritrosetta                                               | London, cirka 1717-1718              |                                |                                   | |                                                      |
| 87   | Carco sempre di gloria                                            | London, 1737                         | 16. marts 1737                 | London                            | Findes som varianten "Cecilia, volgi un sguardo" (89) til opførelserne af Alexander's Feast (HWV 75) i 1737 med musik til kastratsangeren Annibali |                                                      |
| 88   | Care selve, aure grate                                            | Rom, 1707-1708                       |                                |                                   | |                                                      |
| 89   | Cecilia, volgi un sguardo                                         | London, januar 1736                  | 19. eller 25. (?) februar 1736 | Covent Garden Theatre, London     | Spillet mellem to dele af Alexander's Feast (HWV 75)                                                                                               |                                                      |
| 90   | Chi rapì la pace al core                                          | Firenze, cirka 1706-1707             |                                |                                   | Kopieret for Ruspoli, 1709 |                                                      |
| 91a  | Clori, degli occhi miei                                           | Firenze, sent i 1707                 |                                |                                   | |                                                      |
| 91b  | Clori, degli occhi miei                                           | London, efter 1710                   |                                |                                   | |                                                      |
| 92   | Clori, mia bella Clori                                            | Rom, 1707-1708                       |                                |                                   | |                                                      |
| 93   | Clori, ove sei?                                                   | Italien, 1707-1708                   |                                |                                   | |                                                      |
| 94   | Clori, si, ch'io t'adoro                                          |                                      |                                |                                   | Ingen autograf, tidligste kilde cirka 1738-1740 |                                                      |
| 95   | Clori, vezzosa Clori                                              | Rom, juli/august 1708                |                                |                                   | Kopieret for Ruspoli, 1708 |                                                      |
| 96   | Clori, Tirsi e Fileno or Cor fedele in vano speri                 | Rom, juli/september 1707             |                                |                                   | Kopieret for Ruspoli, 14. oktober 1707 |                                                      |
| 97   | Crudel tiranno Amor                                               | London, juni 1721                    | Formentlig 5. juli 1721        | King's Theatre, Haymarket, London | Opført ved velgørenhedskoncerten for Margherita Durastanti                                                                                         |                                                      |
| 98   | Cuopre tal volta il cielo                                         | Italien, 1708                        |                                |                                   | |                                                      |
| 99   | Il delirio amoroso eller Da quel giorno fatale                    | Rom, 14. januar 1707 eller før       | Maj 1707                       | Kardinal Pamphilis palads         | |                                                      |
| 100  | Da sete ardente afflitto                                          | Italien, 1708-1709                   |                                |                                   | Kopieret for Ruspoli, 1709. (HWV 101a og 101b: Dal fatale momento. Uægte, af F. Mancini).                                                          |                                                      |
| 102a | Dalla guerra amorosa                                              | Italien, 1708-1709                   |                                |                                   | Kopieret for Ruspoli, 1709 |                                                      |
| 102b | Dalla guerra amorosa                                              | Italien, 1708-1709                   |                                |                                   | Kopieret for Ruspoli, 1709 |                                                      |
| 103  | Deh! lasciate e vita e volo                                       | London, cirka 1722-1725              |                                |                                   | | Libretto af Paolo Antonio Rolli                      |
| 104  | Del bel idolo mio                                                 | Rom, 1708-1709                       |                                |                                   | Kopieret for Ruspoli, 1709 |                                                      |
| 105  | Armida abbandonata or Dietro l'orme fuggaci                       | Rom, juni 1707                       | Formentlig 26. juni 1707       | Palazzo Bonelli, Rom              | Kopieret for Ruspoli, 1707, 1709 |                                                      |
| 106  | Dimmi, o mio cor                                                  | Italien, 1707-1709                   |                                |                                   | Se note til HWV 132 |                                                      |
| 107  | Ditemi, o piante                                                  | Rom, juli/august 1708                |                                |                                   | Kopieret for Ruspoli, 1708 |                                                      |
| 108  | Dolce mio ben, s'io taccio                                        |                                      |                                |                                   | Ingen autograf. Ingen kilde der kan føres tilbage til Händel                                                                                       |                                                      |
| 109a | Dolc' è pur d'amor l'affanno                                      | London, cirka 1717-1718              |                                |                                   | | Libretto af Paolo Antonio Rolli (?)                  |
| 109b | Dolc' è pur d'amor l'affanno                                      | London, efter 1718 (?)               |                                |                                   | | Libretto af Paolo Antonio Rolli (?)                  |
| 110  | Agrippina condotta a morire eller Dunque sarà pur vero            | Italien, 1707-1708                   | Tidligt i 1708                 |                                   | Først opført af soprankastraten, Pasqualino Tiepoli                                                                                                | Anonym librettist                                    |
| 111a | E partirai, mia vita?                                             | Italien, 1707-1709                   |                                |                                   | |                                                      |
| 111b | E partirai, mia vita?                                             | London, cirka 1725-1728              |                                |                                   | |                                                      |
| 112  | Figli del mesto cor                                               | Formentlig Italien, 1707-1709        |                                |                                   | Ingen autograf eller kopier fra Händels tid i Italien                                                                                              |                                                      |
| 113  | Figlio d'alte speranze                                            | Firenze, 1706-1707                   |                                |                                   | |                                                      |
| 114  | Filli adorata e cara                                              | Rom, 1707-1708                       |                                |                                   | Kopieret for Ruspoli, 1709 |                                                      |
| 115  | Fra pensieri quel pensiero                                        | Italien, 1707-1708                   |                                |                                   | |                                                      |
| 116  | Fra tante pene                                                    | Firenze, 1706-1707                   |                                |                                   | Kopieret for Ruspoli, 1709 |                                                      |
| 117  | Hendel, non può mia musa                                          | Juli/august, 1708                    |                                |                                   | Kopieret for Ruspoli, 1708, 1709 | Libretto af kardinal Benedetto Pamphili              |
| 118  | Ho fuggito Amore anch'io                                          | London, cirka 1722-1723              |                                |                                   | Trykt uden den afsluttende arie i HG | Libretto af Paolo Antonio Rolli                      |
| 119  | Echeggiate, festeggiate, numi eterni or Io languisco fra le gioie | London, cirka 1710-1712              |                                |                                   | Delvist tabt. Fragmenter er trykt i forkert orden i HG                                                                                             |                                                      |
| 120a | Irene, idolo mio                                                  | Italien, 1707-1709                   |                                |                                   | Ingen autograf eller kopier fra Händels tid i Italien                                                                                              |                                                      |
| 120b | Irene, idolo mio                                                  | England, efter 1710                  |                                |                                   | Ingen autograf eller kopier fra Händels tid i Italien                                                                                              |                                                      |
| 121a | La Solitudine eller L'aure grate, il fresco rio                   | London, cirka 1722-1723              |                                |                                   | Fragment |                                                      |
| 121b | La Solitudine eller L'aure grate, il fresco rio                   | London, før 1718                     |                                |                                   | |                                                      |
| 122  | Apollo e Dafne eller La terra è liberata                          | Hannover, 1710                       |                                |                                   | Formentlig påbegyndt i Venedig, 1709 |                                                      |
| 123  | Languia di bocca lusinghiera                                      | Muligvis komponeret i Hannover, 1710 |                                |                                   | Fragment (?) |                                                      |
| 124  | Look down, harmonious saint                                       | Cirka 1736                           | Februar 1736                   | Covent Garden Theatre, London     | Recitativ og arie; formentlig et forkastet fragment til "Alexander's Feast" (HWV 75), 1736. Det er brugt i kantaten HWV 89                         | Libretto af Newburgh Hamilton, fra Cecilian Ode 1720 |
| 125a | Lungi da me, pensier tiranno                                      | Italien, juli-september 1708         |                                |                                   | Første udgave; ingen autograf eller kopier fra Händels tid i Italien; en version kopieret for Francesco Ruspoli, 1708                              |                                                      |
| 125b | Lungi da me, pensier tiranno                                      | London, efter 1710                   |                                |                                   | Anden udgave; ingen autograf |                                                      |
| 126a | Lungi da voi, che siete poli                                      | Rom, juli/august 1708                |                                |                                   | |                                                      |
| 126b | Lungi da voi, che siete poli                                      | Rom, 1708                            |                                |                                   | |                                                      |
| 126c | Lungi da voi, che siete poli                                      | Formentlig London, efter 1710        |                                |                                   | |                                                      |
| 127a | Lungi dal mio bel nume                                            | Rom, 3. marts 1708                   |                                |                                   | |                                                      |
| 127b | Lungi dal mio bel nume                                            | London (?), efter 1710               |                                |                                   | |                                                      |
| 127c | Lungi dal mio bel nume                                            | London, cirka 1725-1728              |                                |                                   | |                                                      |
| 128  | Lungi n'andò Fileno                                               | Rom, august 1708                     |                                |                                   | Kopieret for Ruspoli, 1708 |                                                      |
| 129  | Manca pur quanto sai                                              | Rom, juli/august 1708                |                                |                                   | Kopieret for Ruspoli, 1708 |                                                      |
| 130  | Mentre il tutto è in furore                                       | Rom, august 1708                     |                                |                                   | Kopieret for Ruspoli, 1708 |                                                      |
| 131  | Menzognere speranze                                               | Rom, september 1707                  |                                |                                   | Kopieret for Ruspoli, 1707 |                                                      |
| 132a | Mi palpita il cor                                                 | London (?), efter 1710               |                                |                                   | Et lån: En ny version af "Dimmi, o mio cor" (HWV 106) med en ny indledning                                                                         |                                                      |
| 132b | Mi palpita il cor                                                 | London (?), efter 1718               |                                |                                   | |                                                      |
| 132c | Mi palpita il cor                                                 | London (?), efter 1710               |                                |                                   | |                                                      |
| 132d | Mi palpita il cor                                                 | London (?), cirka 1711-1712          |                                |                                   | |                                                      |
| 133  | Ne' tuoi lumi, o bella Clori                                      | Rom, september 1707                  |                                |                                   | Kopieret for Ruspoli, 1707, 1709 |                                                      |
| 134  | Pensieri notturni di Filli eller Nel dolce dell'oblio             | Rom, 1707-1708. Færdiggjort 1709     |                                |                                   | |                                                      |
| 135a | Nel dolce tempo                                                   | Formentlig Napoli, juni/juli 1708    |                                |                                   | |                                                      |
| 135b | Nel dolce tempo                                                   | London, efter 1710                   |                                |                                   | Ingen autograf og ingen kopier fra Händels tidlige periode i Italien                                                                               |                                                      |
| 136a | Nell' Africane selve                                              | Napoli, juni/juli 1708               |                                |                                   | |                                                      |
| 136b | Nell' Africane selve                                              | London, efter 1710                   |                                |                                   | |                                                      |
| 137  | Nella stagion che di viole e rose                                 | Rom, april/maj 1707                  |                                |                                   | Kopieret for Ruspoli, 1707, 1709. Formentlig komponeret for sopranen Margherita Durastanti                                                         |                                                      |
| 138  | Nice, che fa? che pensa?                                          | Hannover (?), 1710                   |                                |                                   | |                                                      |
| 139a | Ninfe e pastori                                                   | Rom, 1707-1709                       |                                |                                   | Kopieret for Ruspoli, 1709 |                                                      |
| 139b | Ninfe e pastori                                                   | Formentlig London, efter 1710        |                                |                                   | |                                                      |
| 139c | Ninfe e pastori                                                   | London, cirka 1725-1728              |                                |                                   | |                                                      |
| 140  | Nò se emenderá jamás                                              | Rom, september 1707                  |                                |                                   | Kopieret for Ruspoli, 1707 |                                                      |
| 141  | Non sospirar, non piangere                                        | Firenze, efteråret 1707              |                                |                                   | |                                                      |
| 142  | Notte placida e cheta                                             | Rom, 1707-08                         |                                |                                   | | Anonym librettist                                    |
| 143  | Olinto pastore, Tebro fiume, Gloria eller O come chiare e belle   | Rom, august/september 1708           | 9. september 1708              | Marquis Ruspolis Palazzo Bonelli  | Kopieret for Ruspoli (?), 1708. Først opført af sopranen Anna Marie di Piedz                                                                       |                                                      |
| 144  | O luceniti, o sereni occhi                                        | Rom, 1707-1709                       |                                |                                   | |                                                      |
| 145  | La Lucrezia eller Oh numi eterni                                  | August, 1708                         |                                |                                   | Kopieret for Ruspoli, 1709. Formentlig komponeret for sopranen, Margherita Durastanti                                                              | Libretto af kardinal Benedetto Pamphili              |
| 146  | Occhi miei che faceste?                                           | Rom, 1707-1708                       |                                |                                   | Kopieret for Ruspoli, 1709 |                                                      |
| 147  | Partì, l'idolo mio                                                | London, efter 1710                   |                                |                                   | Ingen autograf eller tidlige italienske kopier |                                                      |
| 148  | Poichè giuraro amore                                              | Rom, tidligt i 1707                  |                                |                                   | Kopieret for Ruspoli, 1707, 1709 |                                                      |
| 149  | Qual sento io non conosciuto                                      |                                      |                                |                                   | Eneste kilde fra cirka 1738-1740 |                                                      |
| 150  | Ero e Leandro eller Qual ti riveggio, oh Dio                      | Rom, 1707                            |                                |                                   | Afledt af historien om Hero and Leander | Libretto af kardinal Pietro Ottoboni (?)             |
| 151  | Qualor crudele, sì ma vaga Dori                                   | London, efter 1710                   |                                |                                   | Ingen autograf eller tidlige italienske kopier |                                                      |
| 152  | Qualor l'egre pupille                                             | Rom, september 1707                  |                                |                                   | Kopieret for Ruspoli, 1707 |                                                      |
| 153  | Quando sperasti, o core                                           | Formentlig Napoli, juni/juli 1708    |                                |                                   | Kopieret for Ruspoli, 1708 |                                                      |
| 154  | Quel fior che all'alba ride                                       | London, cirka 1738-40                |                                |                                   | Offentliggjort i Händel (ved Burrows): "Songs and Cantatas for Soprano"                                                                            |                                                      |
| 155  | Sans y penser                                                     | Rom, september 1707                  |                                |                                   | Komponeret i Italien. Kopieret for Ruspoli, 1707, 1709                                                                                             |                                                      |
| 156  | Sarai contenta un di                                              | Firenze, 1706-1707                   |                                |                                   | |                                                      |
| 157  | Sarei troppo felice                                               | Rom, september 1707                  |                                |                                   | Kopieret for Ruspoli, 1707, 1708 (ukomplet) | Libretto af Benedetto Pamphili                       |
| 158a | Se pari è la tua fè                                               | Rom, 1708                            |                                |                                   | Kopieret for Ruspoli, 1708, 1709 |                                                      |
| 158b | Se pari è la tua fè                                               | Formentlig London, efter 1710        |                                |                                   | |                                                      |
| 158c | Se pari è la tua fè                                               | London, cirka 1725-1728              |                                |                                   | |                                                      |
| 159  | Se per fatal destino                                              | Rom, tidligt i 1707                  |                                |                                   | Kopieret for Ruspoli, 1707, 1709 |                                                      |
| 160a | La bianca rosa eller Sei pur bella, pur vezzosa                   | Rom, tidligt i 1707                  |                                |                                   | Kopieret for Ruspoli, 1707, 1709 |                                                      |
| 160b | La bianca rosa eller Sei pur bella, pur vezzosa                   | London, cirka 1725-1728              |                                |                                   | |                                                      |
| 160c | La bianca rosa eller Sei pur bella, pur vezzosa                   | London, cirka 1738-1741              |                                |                                   | |                                                      |
| 161a | Sento là che ristretto                                            | Rom, 1708-1709                       |                                |                                   | |                                                      |
| 161b | Sento là che ristretto                                            |                                      |                                |                                   | |                                                      |
| 161c | Sento là che ristretto                                            | London, cirka 1725-1728              |                                |                                   | |                                                      |
| 162  | Siete rose ruggiadose                                             | London, cirka 1711-1712              |                                |                                   | Komponeret med variant |                                                      |
| 163  | Solitudini care, amata libertà                                    | London, efter 1710                   |                                |                                   | Ingen autograf eller tidlige kopier fra den italienske periode                                                                                     |                                                      |
| 164a | Il Gelsomino eller Son Gelsomino                                  | London, cirka 1725-1728              |                                |                                   | |                                                      |
| 164b | Il Gelsomino eller Son Gelsomino                                  | London, cirka 1717-1718              |                                |                                   | |                                                      |
| 165  | Spande ancor a mio dispetto                                       | Italien, 1707-1708                   |                                |                                   | |                                                      |
| 166  | Splenda l'alba in oriente                                         | London, cirka 1711-1712              |                                |                                   | Er kun overleveret som fragment |                                                      |
| 167a | Stanco di più soffrire                                            | Italien, 1707-1708                   |                                |                                   | |                                                      |
| 167b | Stanco di più soffrire                                            | Rom, juli/august 1708                |                                |                                   | |                                                      |
| 168  | Partenza di G. B. eller Stelle, perfide stelle                    | Rom, 1707                            |                                |                                   | |                                                      |
| 169  | Torna il core al suo diletto                                      | Formentlig Rom, 1707-1708            |                                |                                   | |                                                      |
| 170  | Il consiglio eller Tra le fiamme                                  | Rom, 1707-1708                       |                                |                                   | (Formentlig foråret 1708 til den eminente tyske gambist Ernst Christian Hesse)                                                                     | Libretto af kardinal Benedetto Pamphili              |
| 171  | Tu fedel? Tu costante?                                            | Firenze/Rom, 1706-1707               |                                |                                   | Kopieret for Ruspoli, 1707, 1708 |                                                      |
| 172  | Udite il mio consiglio                                            | Firenze, 1706-1707                   |                                |                                   | Kopieret for Ruspoli, 1707 |                                                      |
| 173  | Un' alma innamorata                                               | Rom, maj 1707                        | Juni 1707                      | Fomentlig Vignanello              | Kopieret for Ruspoli, 1707 |                                                      |
| 174  | Un sospir a chi si muore                                          | Firenze, efterår 1707                |                                |                                   | |                                                      |
| 175  | Vedendo Amor                                                      | Rom, 1707-08                         |                                |                                   | |                                                      |
| 176  | Amore uccellatore eller Venne voglia ad Amore                     | Rom, 1707-1708                       |                                |                                   | |                                                      |
| 177  | Zeffiretto, arresta il volo                                       | Italien, 1707-1709                   |                                |                                   | Kopieret for Ruspoli, 1709 (?) |                                                      |

## Italienske duetter
| HWV  | Titel                           | Komponeret                              | Noter | Tekst                                                                              |
| ---- | ------------------------------- | --------------------------------------- | --- | ---------------------------------------------------------------------------------- |
| 178  | A mirarvi io son intento        | ?Hannover, cirka 1711                   | Første sats dukkede op to år senere i "Utrecht" Jubilate (HWV 279) som "Be ye sure that Lord he is God". Den langsomme midtersektion er basis for det afsluttende kor i Alcina (HWV 34) fra 1735.                                 |                                                                                    |
| 179  | Ahi, nelle sorti umane          | London, 31. august 1745                 | |                                                                                    |
| 180  | Amor, gioje mi porge            | Italien, cirka 1707-1709                | |                                                                                    |
| 181  | Beato in ver chi pùo            | London, 31. oktober 1742                | Italiensk version af Horats: "Beatus ille" |                                                                                    |
| 182a | Caro autor di mia doglia        | Formentlig Italien, cirka 1707-1709     | |                                                                                    |
| 182b | Caro autor di mia doglia        | London, cirka 1742                      | |                                                                                    |
| 183  | Caro autor di mia doglia        | Hannover, cirka 1710-1712               | Uægte, af Reinhard Keiser |                                                                                    |
| 184  | Che via pensando, folle pensier | Italien, cirka 1707-1709                | |                                                                                    |
| 185  | Conservate, raddoppiate         | Hannover (?), cirka 1711                | Den anden sats i "Nodi voi" kan senere genfindes i Opus 1-sonaterne og også i concerti grossi og i forskellige operaer og oratorier.                                                                                              |                                                                                    |
| 186  | Fronda leggiera e mobile        | London, cirka 1745                      | Åbningstemaet forekommer også i "Belshazzar" (HWV 61) og i Concerto a due cori No. 1 (HWV 332) |                                                                                    |
| 187  | Giù nei Tartarei regni          | Komponeret i Italien, cirka 1707        | |                                                                                    |
| 188  | Langue, geme, e sospira         | London, cirka 1722                      | Temaet i anden sats forekommer senere som "Thou hast prevented him" i kroningshymnen, "The King shall rejoice" (HWV 260) | Libretto af G.D. de Totis (fra operaen "La caduta del regno dell' Amazzoni", 1690) |
| 189  | Nò, di voi non vo' fidarmi      | London, 3 Juli 1741                     | Tematikker fra to af satserne er brugt i "Messias" (HWV 56) |                                                                                    |
| 190  | Nò, di voi non vo' fidarmi      | London, 2. november 1742                | |                                                                                    |
| 191  | Quando in calma ride il mare    | Italien eller Hannover, cirka 1707-1711 | |                                                                                    |
| 192  | Quel fior che all'alba ride     | London, 1. juli 1741                    | Tredje sats benytter et tema fra "Quel fior che all'alba ride," (HWV 154). Tematiske ideer fra to satser er brugt i "Messias" (HWV 56)                                                                                            |                                                                                    |
| 193  | Se tu non lasci amore           | London, cirka 1722 (1711?)              | En tematisk ide fra første sats bruges i "Messias" (HWV 56) i duetten, "Oh death, where is thy sting". Dele af den afsluttende sats bruges i Esther (HWV 50a), 1718, og der er en antydning af den berømte air fra "Water Music". |                                                                                    |
| 194  | Sono liete, fortunate           | Hannover (?), cirka 1710-1711           | Den afsluttende sats blev senere brugt i ouverturen til "Judas Maccabeus" (HWV 63) |                                                                                    |
| 195  | Spero indarno                   | London, cirka 1730-1740                 | En sats, kendes kun fra kopier. Autenticiteten er uvis. |                                                                                    |
| 196  | Tacete, ohimè, tacete           | Italien, cirka 1707-1709                | Libretto af Francesco de Lemene (1692) som forekommer under titlen "Amor dorme" i hans "Poesie Diverse" |                                                                                    |
| 197  | Tanti strali al sen mi scocchi  | Hannover (?), cirka 1711                | Fuga-satsen er senere brugt i "Solomon" (HWV 67) til "Take him all". |                                                                                    |
| 198  | Troppo cruda, troppo fiera      | Hannover (?), cirka 1711                | Autografen er gået tabt. |                                                                                    |
| 199  | Va', speme infida               | Hannover (?), cirka 1711                | Autografen er gået tabt. |                                                                                    |

## Italienske trioer
| HWV  | Titel                       | Komponeret                   | Noter                                                                   | Tekst |
| ---- | --------------------------- | ---------------------------- | ----------------------------------------------------------------------- | ----- |
| 200  | Quel fior che all'alba ride | Italien (?), cirka 1707-1709 | To versioner, let divergerende tekster                                  |       |
| 201a | Se tu non lasci amore       | Napoli, 12. juli 1708        |                                                                         |       |
| 201b | Se tu non lasci amore       | 1708                         | Napoli-autografens første sats er længere end i de fleste andre kopier. |       |

## Hymner
| HWV    | Titel                                                | Stemmetype | Komponeret                         | Noter                                    | Tekst                                              |
| ------ | ---------------------------------------------------- | ---------- | ---------------------------------- | ---------------------------------------- | -------------------------------------------------- |
| 202    | Künft'ger Zeiten eitler Kummer                       | Sopran     | London, cirka 1724-1726            |                                          | Af B.H. Brockes fra "Irdisches Vergnügen in Gott"  |
| 203    | Das zitternde Glänzen der spielenden Wellen          | Sopran     | London, cirka 1724-1726            |                                          | Af B.H. Brockes fra "Irdisches Vergnügen in Gott"  |
| 204    | Süsser Blumen Ambraflocken                           | Sopran     | London, cirka 1724-1726            |                                          | Af B.H. Brockes fra "Irdisches Vergnügen in Gott"  |
| 205    | Süsse Stille, sanfte Quelle ruhiger Gelassenheit     | Sopran     | London, cirka 1724-1726            |                                          | Af B.H. Brockes fra "Irdisches Vergnügen in Gott"  |
| 206    | Singe, Seele, Gott zum Preise                        | Sopran     | London, cirka 1724-1726            |                                          | Af B.H. Brockes fra "Irdisches Vergnügen in Gott"  |
| 207    | Meine Seele hört im Sehen                            | Sopran     | London, cirka 1724-1726            |                                          | Af B.H. Brockes fra "Irdisches Vergnügen in Gott"  |
| 208    | Die ihr aus dunkeln Grüften                          | Sopran     | London, cirka 1724-1726            |                                          | Af B.H. Brockes from "Irdisches Vergnügen in Gott" |
| 209    | In den angenehmen Büschen                            | Sopran     | London, cirka 1724-1726            |                                          | Af B.H. Brockes fra "Irdisches Vergnügen in Gott"  |
| 210    | Flammende Rose, Zierde der Erden                     | Sopran     | London, cirka 1724-1726            |                                          | Af B.H. Brockes fra "Irdisches Vergnügen in Gott"  |
| 269-77 | Udgaver af 'Amen' og '(H)alleluja, amen'             | Sopran     | London, cirka 1734-1741, 1744-1747 |                                          |                                                    |
| 284    | Sinners obey the Gospel word (The Invitation)        | Sopran     | Cirka 1747                         | Formentlig på begæring af Priscilla Rich | Af Charles Wesley                                  |
| 285    | O Love divine, how sweet thou art (Desiring to Love) | Sopran     | Cirka 1747                         | Formentlig på begæring af Priscilla Rich | Af Charles Wesley                                  |
| 286    | Rejoice, the Lord is King (On the Resurrection)      | Sopran     | Cirka 1747                         | Formentlig på begæring af Priscilla Rich | Af Charles Wesley                                  |

## Italienske arier
| HWV | Titel                             | Stemmetype | Komponeret              | Tekst |
| --- | --------------------------------- | ---------- | ----------------------- | ----- |
| 211 | Aure dolci, deh, spirate          | Alt        | London, cirka 1722-1726 |       |
| 212 | Con doppia gloria mia             | Sopran     | London, cirka 1722-1726 |       |
| 213 | Con lacrime si belle              | Alt        | London, cirka 1717-1718 |       |
| 214 | Dell'onda instabile               | Alt        | London, cirka 1749      |       |
| 215 | Col valor del vostro brando       | Sopran     | London, cirka 1711-1713 |       |
| 216 | Impari del mio core               | Sopran     | London, cirka 1749      |       |
| 217 | L'odio, sì, ma poi ritrovò        | Alt        | London, cirka 1722-1726 |       |
| 219 | Non so se avrai mai bene          | Sopran     | London, cirka 1710-1718 |       |
| 220 | Per dar pace al mio tormento      | Sopran     | London, cirka 1749      |       |
| 221 | Quant'invidio tua fortuna         | Sopran     | London, cirka 1749      |       |
| 222 | Quanto più amara fu sorte crudele | Sopran     | London, cirka 1721-1723 |       |
| 223 | S'un di m'appaga, la mia crudele  | Sopran     | London, cirka 1738-1741 |       |
| 224 | Si, crudel, tornerà               | Sopran     | London, cirka 1738-1741 |       |
| 225 | Spera chi sa perchè la sorte      | Alt        | London, cirka 1717-1718 |       |
| 227 | Vo' cercando tra fiori            | Sopran     | London, cirka 1726      |       |

## Engelske sange
| HWV    | Titel | Stemmetype | Komponeret | Noter | Tekst                                |
| ------ | --- | ---------- | ---------- | --- | ------------------------------------ |
| 226    | Hunting Song eller The morning is charming | Tenor      | 1743       | Stemme i diskantnøgle. Autografen, der er er overleveret, blev givet til Legh i 1751 | Af Charles Legh. Komponeret i London |
| 228-1  | The unhappy Lovers: As Celia's fatal arrows flew | Sopran     | Cirka 1730 | |                                      |
| 228-2  | Charming Cloris: Ask not the cause / The poor Shepherd: The Sun was sunk beneath the Hills                                                                   | Sopran     | cirka 1730 | |                                      |
| 228-3  | As on a Sunshine Summer's Day | Sopran     | Cirka 1729 | |                                      |
| 228-4  | Bacchus Speech in Praise of Wine: Bacchus one day gayly striding                                                                                             | Sopran     | Cirka 1730 | |                                      |
| 228-5  | The Polish Minuet eller Miss Kitty Grevil's Delight: Charming is your shape and air                                                                          | Sopran     | Cirka 1720 | |                                      |
| 228-6  | The Sailor's Complaint: Come and listen to my ditty / Hosier's Ghost: As near Portobello lying                                                               | Sopran     | Cirka 1735 | |                                      |
| 228-7  | Di godere ha speranza il mio core / Oh my dearest, my lovely creature                                                                                        | Sopran     | Cirka 1719 | |                                      |
| 228-8  | The forsaken Maid's Complaint: Faithless ungrateful / The slighted Swain: Cloe proves false                                                                  | Sopran     | Cirka 1720 | |                                      |
| 228-9  | From scourging rebellion or A Song on the Victory obtained over the Rebels by His Royal Highness the Duke of Cumberland                                      | Tenor      | 1746       | Ved førsteopførelsen blev den sunget af Thomas Lowe i Vauxhall Gardens, den 15. maj 1746. Komponeret for at fejre hertugen af Cumberlands sejr over James' styrker ved Culloden den 16. april 1746                                         |                                      |
| 228-10 | The forsaken Nymph: Guardian Angels now protect me | Sopran     | Cirka 1735 | |                                      |
| 228-11 | I like the am'rous Youth that's free | Sopran     | 1737       | Første opførelse fandt sted den 28. februar 1737 i London på Drury Lane Theatre. Offentliggjort 1741. Sunget af Catherine ("Kitty") Clive i James Millers komedie, "The Universal Passions" (anden akt)                                    |                                      |
| 228-12 | Phillis: My fair, ye Swains, is gone astray | Sopran     | Cirka 1725 | |                                      |
| 228-13 | Not, Cloe, that I better am | Sopran     | Cirka 1730 | |                                      |
| 228-14 | Strephon's Complaint of Love: Oh cruel Tyrant Love | Sopran     | Cirka 1730 | |                                      |
| 228-15 | The Satyr's Advice to a Stock-Jobber: On the shore of a low ebbing sea / Ye Swains that are courting a Maid / Molly Mogg: Says my uncle, I pray you discover | Sopran     | Cirka 1730 | |                                      |
| 228-16 | Phillis be kind and hear | Sopran     | Cirka 1730 | |                                      |
| 228-17 | Phillis advised: Phillis the lovely | Sopran     | Cirka 1739 | |                                      |
| 228-18 | Stand round, my brave boys eller Song made for the Gentlemen Volunteers of the City of London                                                                | Tenor      | 1745       | Første opførelse sunget af Thomas Lowe i "The Relapse or Virtue in Danger" af John Vanbrugh på Drury Lane Theatre i London den 14. november 1745. Offentliggjort 1745 som "A Song made for the Gentlemen Volunteers of the City of London" |                                      |
| 228-19 | The faithful Maid / The Melancholy Nymph: 'Twas when the seas were roaring                                                                                   | Sopran     | 1715       | Første opførelse den 23. februar 1715 på Drury Lane Theatre i London. Skuespilsmusik der formentlig blev sunget i John Gays "Comic Tragick Pastoral Farce" eller "What D'ye Call it" (anden akt)                                           |                                      |
| 228-20 | The Rapture / Matchless Clarinda: When I survey Clarinda's charms / Venus now leaves                                                                         | Sopran     | Cirka 1725 | |                                      |
| 228-21 | The Death of the Stag: When Phoebus the tops of the Hills does adorn                                                                                         | Sopran     | Cirka 1740 | |                                      |
| 228-22 | Who to win a Woman's favour | Sopran     | Cirka 1746 | |                                      |
| 228-23 | An Answer to Collin's Complaint: Ye winds to whome Collin complains                                                                                          | Sopran     | Cirka 1716 | |                                      |
| 228-24 | Yes, I'm in love | Sopran     | Cirka 1740 | |                                      |

## Tyske kirkekantater
| HWV   | Titel                                    | Komponeret             |
| ----- | ---------------------------------------- | ---------------------- |
| 229-1 | Das gantze Haupt ist krank à 8           | Halle, cirka 1700-1703 |
| 229-2 | Es ist der alte Bund, Mensch à 12        | Halle, cirka 1700-1703 |
| 229-3 | Führwahr, er trug unsere Krankheit à 15  | Halle, cirka 1700-1703 |
| 229-4 | Thue Rechnung von deinem Haußhalten à 13 | Halle, cirka 1700-1703 |
| 229-5 | Victoria. Der Tod ist verschlungen à 14  | Halle, cirka 1700-1703 |
| 229-6 | Was werden wir essen à 10/12             | Halle, cirka 1700-1703 |
| 229-7 | Wer ist der, so von Edom kömmt à 12      | Halle, cirka 1700-1703 |

## Italienske religiøse kantater
| HWV | Titel                                               | Stemmetype | Komponeret         | Noter |
| --- | --------------------------------------------------- | ---------- | ------------------ | --- |
| 230 | Ah! che troppo ineguali or O del ciel! Maria regina | Sopran     | Rom (?), 1707-1708 | Recitativ og arie |
| 233 | Donna, che in ciel                                  | Sopran     |                    | Første opførelse den 2. februar 1708 (?) i Rom ved "the anniversary of the deliverance of Rome from the earthquake on the feast of the Purification of the Virgin" |
| 234 | Il pianto di Maria or Giunta l'ora fatal            | Sopran     |                    | Uægte. Fejlagtigt tilskrevet Händel; komponeret af Giovanni Battista Ferrandini (1710-1791)                                                                        |
| 244 | Kyrie eleison                                       | Kor        |                    | Uægte. Fejlagtigt tilskrevet Händel; komponeret af A. Lotti ("Missa Sapientiae"). Manuskriptkopi af Händel fra cirka 1749                                          |
| 245 | Gloria in excelsis deo                              | Kor        |                    | Uægte. Fejlagtigt tilskrevet Händel; komponeret af A. Lotti ("Missa Sapientiae"). Manuskriptkopi af Händel fra cirka 1749                                          |

## Motetter
| HWV | Titel                        | Stemmetype | Komponeret             | Premiere          | Sted       | Noter                                       |
| --- | ---------------------------- | ---------- | ---------------------- | ----------------- | ---------- | ------------------------------------------- |
| 231 | Coelestis dum spirat aura    | Sopran     | Rom (?), 1707          | 13. juni 1707 (?) | Vignanello | Motet til festen for St. Antonius af Padova |
| 239 | O qualis de coelo sonus      | Sopran     | Rom (?), maj-juni 1707 | 1707              | Vignanello | Premiere ved pinse (?)                      |
| 240 | Saeviat tellus inter rigores | Sopran     | Rom (?), 1707          | 16. juli 1707 (?) | Rom        | Motet til festen for Madonna del Carmine    |
| 242 | Silete venti                 | Sopran     | London, cirka 1724     |                   |            |                                             |

## Kompositioner til Salmernes Bog
| HWV | Titel                         | Stemmetype                   | Komponeret           | Noter | Tekst                           |
| --- | ----------------------------- | ---------------------------- | -------------------- | --- | ------------------------------- |
| 232 | Dixit Dominus                 | Sopran, alt, kor             | April 1707, Rom      | Dixit Dominus udgør Händels tidligste daterede autograf og er den tidligste overleverede autograf blandt hans store kompositioner.                                                        | Salmernes Bog 110 (Vulgata 109) |
| 236 | Laudate pueri dominum i F-dur | Sopran                       | Cirka 1706, Tyskland | Laudate pueri dominum i F-dur er Händels tidligste overleverede autograf | Salmernes Bog 113 (Vulgata 112) |
| 237 | Laudate pueri dominum i D-dur | Sopran, kor                  | 8. juli 1707, Rom    | | Salmernes Bog 113 (Vulgata 112) |
| 238 | Nisi Dominus                  | Sopran, alt, tenor, bas, kor | 13. juli 1707, Rom   | Første opførelse: Formentlig skrevet til en stor vesper i Santa Maria di Monte Santo i Rom den 16. juli 1707 til fejringen af "Madonna del Carmine", den største fest i karmeliterordenen | Salmernes Bog 127 (Vulgata 126) |

## Antifoner
| HWV | Titel                    | Stemmetype | Komponeret    | Noter |
| --- | ------------------------ | ---------- | ------------- | --- |
| 235 | Haec est Regina virginum | Sopran     | Rom (?), 1707 | Første opførelse: Formentlig skrevet til gudstjenesten i Santa Maria di Monte Santo i Rom cirka 16. juli 1707 til fejringen af "Madonna del Carmine", den største fest i karmeliterordenen |
| 241 | Salve Regina             | Sopran     | Rom (?), 1707 | Første opførelse: Trinitatis (?),19. juni 1707, Francesco Ruspolis private kapel ved Vignanello                                                                                            |
| 243 | Te decus virgineum       | Alt        | Rom, 1707     | Første opførelse: Formentlig skrevet til gudstjenesten i Santa Maria di Monte Santo i Rom cirka 16. juli 1707 til fejringen af "Madonna del Carmine", den største fest i karmeliterordenen |

## Anthems
| HWV  | Titel                                                                            | Komponeret                            | Premiere               | Sted                                                                                    | Noter | Tekst |
| ---- | -------------------------------------------------------------------------------- | ------------------------------------- | ---------------------- | --------------------------------------------------------------------------------------- | --- | --- |
| 246  | O be joyful in the Lord; Chandos Anthem No. 1 eller Jubilate ('Cannons') i D-dur | Cannons, 1717-1718                    |                        | St. Lawrence, Whitchurch, London                                                        | Also considered a Canticle. | Salmernes Bog 100 (Jubilate) |
| 247  | In the Lord put I my trust; Chandos Anthem No. 2                                 | Cannons, 1717-1718                    |                        | St. Lawrence, Whitchurch, London                                                        | | Salmernes Bog 9, 11, 12 og 13 fra Tate and Bradys New Version of the Psalms of David.                                           |
| 248  | Have mercy upon me; Chandos Anthem No. 3                                         | Cannons, 1717-1718                    |                        | St. Lawrence, Whitchurch, London                                                        | | Salmernes Bog 51 (Miserere) |
| 249a | O come, let us sing unto the Lord                                                | 1714                                  | 26. september 1714 (?) | Chapel Royal, St. James's Palace, London                                                | | Salmernes Bog 96 |
| 249b | O come, let us sing unto the Lord; Chandos Anthem No. 4                          | Cannons, 1717-1718                    |                        | St. Lawrence, Whitchurch, London                                                        | Delvis baseret på "O sing unto the Lord a new song" (HWV 249a). Ouverture blev senere genbrugt i obokoncert no. 2. | "Bønnebogsversion" af Salmernes Bog 93 og 96.                                                                                   |
| 250a | I will magnify thee; Chandos Anthem No. 5                                        | Cannons, 1717-1718                    |                        | St. Lawrence, Whitchurch, London                                                        | To satser er senere blevet tilføjet. Ouverturen blev senere genbrugt i obokoncert no. 2. | Salmernes Bog 144 & 145 |
| 250b | I will magnify thee                                                              | 1724                                  | 5. januar 1724 (?)     | Chapel Royal, St. James's Palace, London                                                | | Salmernes Bog 89, 96, 145 |
| 251a | As pants the hart                                                                | Cirka fra december 1712 til maj 1713  | 1713                   | King's Chapel Royal                                                                     | Skrevet for orgel og basso continuo alene | Salmernes Bog 42 |
| 251b | As pants the hart                                                                | Cannons, 1717-1718                    | 1718                   | St. Lawrence, Whitchurch, London                                                        | Orkestreret udgave af HWV 251a. Chandos Anthem No. 6. Den først komponerede Chandos Anthem (?) | Salmernes Bog 42 |
| 251c | As pants the hart                                                                | Cirka 1722                            | ?7. oktober 1722       | Chapel Royal, St. James's Palace, London                                                | Orkestreret udgave af HWV 251d | Salmernes Bog 42 |
| 251d | As pants the hart                                                                | Cirka 1722                            |                        |                                                                                         | Skrevet for orgel og basso continuo alene | Salmernes Bog 42 |
| 251e | As pants the hart                                                                | 1738                                  | 1738                   | King’s Theatre, Haymarket                                                               | Skrevet i anledning af en velgørenhedsaften | Salmernes Bog 42 |
| 252  | My song shall be alway; Chandos Anthem No. 7                                     | Cannons, 1717-18                      |                        | St. Lawrence, Whitchurch, London                                                        | Delvis afledt fra "Te Deum i D" (HWV 280). Trioen "Thou rulest the raging sea" blev opført i Cannons men er formentlig uægte; formentlig komponeret af Johann Christoph Pepusch eller Nicola Francesco Haym.              | Salmernes Bog 89 |
| 253  | O come, let us sing unto the Lord; Chandos Anthem No. 8                          | Cannons, 1717-18                      |                        | St. Lawrence, Whitchurch, London                                                        | | Salmernes Bog 95 (Venite), 96, 97, 99, 103                                                                                      |
| 254  | O praise the Lord with one consent; Chandos Anthem No. 9                         | Cannons, 1717-18                      |                        | St. Lawrence, Whitchurch, London                                                        | | Salmernes Bog 117, 135, 148 i metriske gengivelser ved Nahum Tate og Nicolas Brady ("New Version of the Psalms" fra 1696).      |
| 255  | The Lord is my light; Chandos Anthem No. 10                                      | Cannons, 1717-18                      |                        | St. Lawrence, Whitchurch, London                                                        | | Salmernes Bog 18, 20, 27-30, 34, 45                                                                                             |
| 256a | Let God arise; Chandos Anthem No. 11                                             | Cannons, 1717-1718                    |                        | St. Lawrence, Whitchurch, London                                                        | Første sats er tilføjet senere. | Salmernes Bog 68 og 76 |
| 256b | Let God arise                                                                    | 1726                                  | ?16 Januar 1726        | Chapel Royal, St. James's Palace, London                                                | | Salmernes Bog 58 |
| 257  | O praise the Lord, ye angels of his (uægte)                                      |                                       |                        | Fejlagtigt tilskrevet Händel i Arnolds edition og i HG 36. Af Maurice Greene, før 1728. | | |
| 258  | Zadok the priest; Coronation Anthem No. 1                                        | ?9. september 1727 – 11. oktober 1727 | 11. oktober 1727       | Westminster Abbey                                                                       | Til kroningen af kong George II og droning Caroline. Opført ved salvelsen. | Engelsk udgave af antifonen "Unxerunt Salomonem Sadoc sacerdos" efter Første kongebog 1, 39-48.                                 |
| 259  | Let thy hand be strengthened; Coronation Anthem No. 2                            | ?9. september 1727 – 11. oktober 1727 | 11. oktober 1727       | Westminster Abbey                                                                       | Til kroningen af kong George II og dronning Caroline. Sunget ved "genkendelsen" (hvor kongen bliver præsenteret for folket).                                                                                              | Salmernes Bog 89: 13-14. |
| 260  | The King shall rejoice; Coronation Anthem No. 3                                  | ?9. september 1727 – oktober 1727     | 11. oktober 1727       | Westminster Abbey                                                                       | Til kroningen af kong George II og dronning Caroline. Skulle have været sunget ved "genkendelsen" men blev i stedet opført ved kroningen.                                                                                 | Salmernes Bog 21: 1,2,3,5 |
| 261  | My heart is inditing; Coronation Anthem No. 4                                    | ?9. september 1727 – 11. oktober 1727 | 11. oktober 1727       | Westminster Abbey                                                                       | Til kroningen af kong George II og dronning Caroline. Opført under kroningen af dronningen. | Efter Salmernes Bog 45: 1, 10, 12 og Esajas' Bog 49: 23.                                                                        |
| 262  | This is the day which the Lord hath made or Anthem for Wedding of Princess Anne  | 1734                                  | 14. marts 1734         | French Chapel, St. James's Palace                                                       | Opført under brylluppet mellem William, Prince of Orange og and Anne, Princess Royal. | Salmernes Bog 45, 118, Ordsprogenes Bog, Ecclesiasticus                                                                         |
| 263  | Sing unto God or Anthem for Wedding of Prince Frederick                          | 1736                                  | 27. april 1736         | German Chapel, St. James's Palace, London                                               | Til brylluppet mellem Frederick, Prince of Wales og prinsesse Augusta af Saxe-Coburg. Revideret til prinsesse Marys bryllup.                                                                                              | Salmernes Bog 68, 106, 128 |
| 264  | The ways of Zion do mourn or Funeral Anthem for Queen Caroline                   | 5(?) – 12 December 1737               | 17. december 1737      | King Henry VII's Chapel, Westminster Abbey                                              | Formentlig det først opførte kor uden solosatser. Sinfonia'en blev ikke opført ved begravelsen men blev formentlig tilføjet senere.                                                                                       | Fra Klagesangene, Samuels Bog, Jobs Bog, Ecclesiasticus, Paulus' brev til Filipperne, Visdommens Bog og Salmernes Bog 103, 112. |
| 265  | Dettingen Anthem eller The King shall rejoice                                    | 30. juli – 3. august 1743             | 27. november 1743      | Chapel Royal, St. James's Palace, London                                                | Opført under en gudstjeneste overværet af kong George II for at fejre hans tilbagekomst til England samt de forenede østrigske og britiske hæres sejr ver franske tropper ved Dettingen i Unterfranken den 27. juni 1743. | Salmernes Bog 20, 21 |
| 266  | How beautiful are the feet of them or His Anthem on the Peace or Peace Anthem    | 1749                                  | 25. april 1749         | Chapel Royal, St. James's Palace, London                                                | For at fejre freden ved Aix-la-Chapelle (Aachen). Opført med dronning Carolines Te Deum (HWV 280) | Esajas' Bog, Salmernes Bog 29, 96, Johannes' Åbenbaring                                                                         |
| 267  | (?) Første udkast til "Peace Anthem" (Se HWV 266)                                | Formentlig tidligt i 1749             |                        |                                                                                         | ***A 209-measure composition of which the last 19 measures are incomplete. | |
| 268  | Blessed are they that considereth the poor eller Foundling Hospital Anthem       | 1749                                  | 27. maj 1749           | Foundling Hospital Chapel, London                                                       | Formentlig først opført i en fuld korversion. Solosatserne blev formentlig tilføjet cirka 1751. | Salmernes Bog 8, 41, 72, 112, Daniels Bog, Johannes' Åbenbaring                                                                 |

## Cantica
| HWV | Titel                               | Toneart | Komponeret                     | Premiere            | Sted                                     | Noter | Tekst                                         |
| --- | ----------------------------------- | ------- | ------------------------------ | ------------------- | ---------------------------------------- | --- | --------------------------------------------- |
| 278 | Te Deum ("Utrecht")                 | D-dur   | 14. januar 1713                | 7. juli 1713        | London, St. Paul's Cathedral             | | "We praise thee, O God" (ambrosisk hymne)     |
| 279 | Jubilate ("Utrecht")                | D-dur   | ?Januar - februar 1713         | 7. juli 1713        | St. Paul's Cathedral, London             | | "O be joyful in the Lord" (Salmernes Bog 100) |
| 280 | Te Deum ("Queen Caroline")          | D-dur   | 1714                           | ?26. september 1714 | Chapel Royal, St. James's Palace, London | | "We praise thee, O God" (ambrosisk hymne)     |
| 281 | Te Deum ("Chandos" eller "Cannons") | Bb-dur  | Cirka 1717-1718                | Cirka 1717-1718     | St. Lawrence, Whitchurch, London         | Komponeret af Händel under hans besøg hos den første hertug af Chandos i Cannons. | "We praise thee, O God" (ambrosisk hymne)     |
| 282 | Te Deum                             | A-dur   | 1726                           | ?16 Januar 1726     | Chapel Royal, St. James's Palace, London | | "We praise thee, O God" (ambrosisk hymne)     |
| 283 | Te Deum ("Dettingen")               | D-dur   | 17. juli - cirka 29. juli 1743 | 27. november 1743   | Chapel Royal, St. James's Palace, London | Opført under en gudstjeneste overværet af kong George II for at fejre hans tilbagekomst til England samt de forenede østrigske og britiske hæres sejr ver franske tropper ved Dettingen i Unterfranken den 27. juni 1743. | "We praise thee, O God" (Ambrosian hymn)      |

## Koncerter
| HWV  | Instrument | Toneart | Komponeret          | Premiere           | Sted                                 | Offentliggjort | Opus            | Noter |
| ---- | ---------- | ------- | ------------------- | ------------------ | ------------------------------------ | -------------- | --------------- | --- |
| 287  | Obo        | g-mol   | ?Cirka 1711-1712    |                    |                                      | 1863           |                 | "Obokoncert No. 3" |
| 288  | Violin     | Bb-dur  | Italien, cirka 1707 |                    |                                      |                |                 | “Sonate a 5”. Muligvis for Corelli i Rom |
| 289  | Orgel      | g-mol   | 1735-1736           | 19. februar 1736   | London, Covent Garden Theatre        | 1738           | Opus 4 No. 1    | Først opført sammen med "Alexander's Feast" (HWV 75) |
| 290  | Orgel      | Bb-dur  | 1735                | 5. marts 1735      | London, Covent Garden Theatre        | 1738           | Opus 4 No. 2    | Først opført sammen med oratoriet "Esther" (HWV 50b) |
| 291  | Orgel      | g-mol   | 1735                | 5. marts 1735      | London, Covent Garden Theatre        | 1738           | Opus 4 No. 3    | Varierende versions af sidste sats. Først opført sammen med oratoriet "Esther" (HWV 50b)                                                                                                 |
| 292  | Orgel      | F-dur   | 25. marts 1735      | 1. april 1735      | London, Covent Garden Theatre        | 1738           | Opus 4 No. 4    | Sluttede oprindelig med 'Hlleluja-koret' (HG 20, p. 161), den korte instrumentelle slutning blev formentlig skrevet af Händel til Walsh's udgivelse. Først opført med "Athalia" (HWV 52) |
| 293  | Orgel      | F-dur   |                     | 26. marts 1735 (?) | London, Covent Garden Theatre        | 1738           | Opus 4 No. 5    | Opført sammen med en genopførelse af "Deborah" (HWV 51) |
| 294  | Orgel      | Bb-dur  | 1736                | 19. februar 1736   | London, Covent Garden Theatre        | 1738           | Opus 4 No. 6    | Oprindelig komponeret for harpe, men senere omarrangeret for orgel |
| 295  | Orgel      | F-dur   | 2. april 1739       | 4. april 1739      | London, King's Theatre, Haymarket    | 1740           | "2nd Set" No. 1 | Omtalt som orgelkoncert "No. 13". Fuglesangsmotiverne i anden sats har indbragt koncerten tilnavnet, "The Cuckoo and the Nightingale" (Gøgen og nattergalen)                             |
| 296a | Orgel      | A-dur   | 1739                | 20. marts 1739     | London, King's Theatre, Haymarket    | 1740           | "2nd Set" No. 2 | Omtales som orgelkoncert "No. 14" |
| 296b | Orgel      | A-dur   | Cirka 1743-46       |                    |                                      |                |                 | Pasticcio. Arrangeret af Händel |
| 297  | Orgel      | d-mol   |                     |                    |                                      | 1740           | "2nd Set" No. 3 | Omtales som orgelkoncert "No. 15". Et arrangement af concerto grosso Op.6 No.10 (HWV 328)                                                                                                |
| 298  | Orgel      | G-dur   |                     |                    |                                      | 1740           | "2nd Set" No. 4 | Omtales som orgelkoncert "No. 16". Et arrangement af concerto grosso Op.6 No.1 (HWV 319)                                                                                                 |
| 299  | Orgel      | D-dur   |                     |                    |                                      | 1740           | "2nd Set" No. 5 | Omtales som orgelkoncert "No. 17". Et arrangement af concerto grosso Op.6 No.5 (HWV 323)                                                                                                 |
| 300  | Orgel      | g-mol   |                     |                    |                                      | 1740           | "2nd Set" No. 6 | Omtales som orgelkoncert "No. 18". Et arrangement af concerto grosso i g-mol Op.6 No.6 (HWV 324)                                                                                         |
| 301  | Obo        | Bb-dur  |                     |                    |                                      | 1740           |                 | "Obokoncert No. 1" |
| 302a | Obo        | Bb-dur  |                     |                    |                                      | 1740           |                 | "Obokoncert No. 2" |
| 303  | Orgel      | d-mol   | Cirka 1738          |                    |                                      |                |                 | En adagio for to orgler. Ending adapted by Handel to lead into another movement. Later published as the first movement of orgelkoncert in d-mol, Op 7 No 4 (HWV 309)                     |
| 304  | Orgel      | d-mol   | Cirka 1746          | ?14 Februar 1746   |                                      | 1797           |                 | Sometimes referred to as organ concerto "No. 15". First performed with the premiere of The Occasional Oratorio (HWV 62).                                                                 |
| 305  | Orgel      | F-dur   | Cirka 1747-48       |                    |                                      |                |                 | Sometimes referred to as organ concerto "No. 16". Arranged by Handel from the Concerto a due cori in F-dur (HWV 334) (3 movements) and Martse in F.                                      |
| 306  | Orgel      | Bb-dur  | 17. februar 1740    | 27. februar 1740   | London, Lincoln's Inn Fields Theatre | 1761           | Opus 7 No. 1    | First movement includes an independent pedal part |
| 307  | Orgel      | A-dur   | 5. februar 1743     | 18. februar 1743   | London, Covent Garden Theatre        | 1761           | Opus 7 No. 2    | Performed with the oratorio Samson (HWV 57) |
| 308  | Orgel      | Bb-dur  | 4. januar 1751      | 1. marts 1751      | London, Covent Garden Theatre        | 1761           | Opus 7 No. 3    | Two variant autographs of 1st movement. Handel's last orchestral work |
| 309  | Orgel      | d-mol   | ?Cirka 1744         | ?14 Februar 1746   |                                      | 1761           | Opus 7 No. 4    | ?Performed with premiere of "The Occasional Oratorio" (HWV 62) |
| 310  | Orgel      | g-mol   | 31. januar 1750     | 16. marts 1750     | London, Covent Garden Theatre        | 1761           | Opus 7 No. 5    | Performed with "Theodora" (HWV 68). Final gavotte in published version probably added later by Smith Jr.                                                                                 |
| 311  | Orgel      | Bb-dur  | Cirka 1748-49       | 1761               |                                      | 1749           | Opus 7 No. 6    | Assembled by John Christopher Smith junior following Handel's death for John Walsh the younger's publication                                                                             |
| 343  | Orgel      | G-dur   | Cirka 1738-1739     |                    |                                      |                |                 | Ritornello for Chaconne (HWV 435). Part of a fragmentary outline of an organ concerto |

## Concerti grossi
| HWV   | Toneart | Komponeret                                  | Premiere           | Sted                              | Offentliggjort | Opus          | Noter |
| ----- | ------- | ------------------------------------------- | ------------------ | --------------------------------- | -------------- | ------------- | --- |
| 312   | Bb-dur  | ?Hannover, cirka 1710                       |                    |                                   | 1734           | Opus 3 No. 1  | Ingen Händel-autograf. Tidligst overleverede manuskript af partituret er fra ca. 1724. Formentlig den tidligste koncert i Op. 3                                                                                         |
| 313   | Bb-dur  | Cirka 1715-1718                             |                    |                                   | 1734           | Opus 3 No. 2  | |
| 314   | G-dur   | Cirka 1717-1718                             | Cirka 1717-1718    |                                   | 1734           | Opus 3 No. 3  | Arrangeret (? af Walsh) |
| 315   | F-dur   | 1716                                        | 20. juni 1716      | London, King's Theatre, Haymarket |                | Opus 3 No. 4a | IOmtalt som enten "The Orchestra Concerto" eller "The Second Overture in Amadigi" |
| 316   | d-mol   | 1717-1718                                   |                    |                                   | 1734           | Opus 3 No. 5  | I Walshs anden udgave af Op. 3-koncerterne, er tredje, fjerde og femte sats blevet tilføjet |
| 317   | D-dur   | (?) 1733-1734                               |                    |                                   | 1734           | Opus 3 No. 6  | Offentliggjort af Walsh i 1734 som en orgelkoncert |
| 318   | C-dur   | 25. januar 1736                             | Februar 1736       |                                   | 1740           |               | Første opførelse mellem akterne i oratoriet, Alexander's Feast (HWV 75) |
| 319   | G-dur   | 29. september 1739                          |                    |                                   | 1740           | Opus 6 No. 1  | |
| 320   | F-dur   | 4. oktober 1739                             |                    |                                   | 1740           | Opus 6 No. 2  | |
| 321   | e-mol   | 6. oktober 1739                             |                    |                                   | 1740           | Opus 6 No. 3  | |
| 322   | a-mol   | 8. oktober 1739                             |                    |                                   | 1740           | Opus 6 No. 4  | |
| 323   | D-dur   | 10. oktober 1739                            |                    |                                   | 1740           | Opus 6 No. 5  | Kendt som "St. Cecilia's Concerto" eftersom de første to satser bygger på materiale fra ouverture til Ode for St. Cecilia's Day (HWV 76)                                                                                |
| 324   | g-mol   | 15. oktober 1739                            |                    |                                   | 1740           | Opus 6 No. 6  | |
| 325   | Bb-dur  | 12. oktober 1739                            |                    |                                   | 1740           | Opus 6 No. 7  | |
| 326   | c-mol   | 18. oktober 1739                            |                    |                                   | 1740           | Opus 6 No. 8  | |
| 327   | F-dur   | Formentlig enten 10. eller 11. oktober 1739 |                    |                                   | 1740           | Opus 6 No. 9  | De første to satser er lånt fra orgelkoncerten i F-dur, HWV 295, og menuetten og fugaen i allegro from ouverture til Imeneo. Den nykomponerede gigue var oprindelig tænkt til Händels concerto grosso i F-dur (HWV 320) |
| 328   | d-mol   | 22. oktober 1739                            |                    |                                   | 1740           | Opus 6 No. 10 | Den gavotte-lignende sidstesats var oprindelig tænkt til Händels concerto grosso i b-mol (HWV 330) |
| 329   | A-dur   | 30. oktober 1739                            |                    |                                   | 1740           | Opus 6 No. 11 | En bearbejdet version af orgelkoncerten i A-dur, HWV 296. |
| 330   | B minor | 20. oktober 1739                            |                    |                                   | 1740           | Opus 6 No. 12 | |
| 331   | F-dur   |                                             | 20. marts 1723     | London, Drury Lane Theatre        |                |               | To satser, tematisk relaterede til Water Music-suiten i F-dur (HWV 348) |
| 331-1 | F-dur   |                                             |                    |                                   |                |               | Water Music-suite, variant no 1. To satser, tematisk relaterede til suite no. 1 i F-dur fra The Water Music (HWV 348)                                                                                                   |
| 331-2 | F-dur   |                                             |                    |                                   |                |               | Water Music-suite, variant no 2. To satser, tematisk relaterede til suite no. 1 i F-dur fra The Water Music (HWV 348)                                                                                                   |
| 332   | Bb-dur  | 1747-1748                                   | (?) 9. marts 1748  | London, Covent Garden Theatre     |                |               | Concerto a due cori i Bb-dur, no. 1. Komponeret til opførelse sammen med oratorier; formentlig opført med Joshua (HWV 64)                                                                                               |
| 333   | F-dur   | 1747-1748                                   | (?) 23. marts 1748 | London, Covent Garden Theatre     |                |               | Concerto a due cori i F-dur, no. 2. Komponeret til opførelse sammen med oratorier; formentlig opført med Alexander Balus (HWV 65)                                                                                       |
| 334   | F-dur   | 1747-1748                                   | (?) 1. april 1748  | London, Covent Garden Theatre     |                |               | Concerto a due cori i F-dur, no. 3. Komponeret til opførelse sammen med oratorier; formentlig opført med Judas Maccabaeus (HWV 63)                                                                                      |
| 335a  | D-dur   | Cirka 1748-1749                             |                    |                                   |                |               | |
| 335b  | F-dur   |                                             |                    |                                   |                |               | |

## Orkesterværker
| HWV  | Type                                 | Toneart       | Komponeret       | Premiere       | Offentliggjort | Noter |
| ---- | ------------------------------------ | ------------- | ---------------- | -------------- | -------------- | --- |
| 302b | Largo                                | F-dur         | Cirka 1738       |                |                | Autografen har titlen "Suite de pieces" (dette stykke var formentlig den indledende sats) |
| 336  | Ouerture                             | Bb-dur        |                  |                |                | Autografen taabt. Formentlig færdiggjort i Tyskland eller Italien |
| 337  | Ouverture                            | D-dur         | Cirka 1722-1725  |                |                | Skulle formentlig være en indledende sats, formentlig sammen med Händels concerto grosso in D-dur Op. 3 No. 6 (HWV 317) som adagio-sats                                                                                                |
| 338  | Adagio/Allegro                       | B minor/D-dur | 1722             |                |                | Oprindelig en tre-satset orkesterkoncert sammen med førstesatsen i orgelkoncert, allegro in d-mol (HWV 317). Første sats blev brugt som sinfonia in Ottone (HWV 15); og temaet i sidste sats blev omarbejdet til ouverturen fra Ottone |
| 339  | Sinfonia                             | Bb-dur        | Cirka 1706-1707  |                | 1979           | Ingen autograf. Er først udgivet i 1979 i Halle Edition (IV/15) og kendes kun fra en kopi af Christopher Graupner (1683-1760). Blev formentlig færdiggjort i Hamborg eller Italien                                                     |
| 340  | Allegro                              | G-dur         | ?Cirka 1710-1715 |                |                | Ingen autograf |
| 341  | Suite                                | D-dur         |                  |                | 1733           | Næsten sikkert uægte |
| 342  | Ouverture                            | F-dur         | Cirka 1736       |                |                | |
| 344  | Kor og menuet                        | Bb-dur        | 1708             |                |                | Ingen autograf. Tilsyneladende satser fra Hamborg-operaen Florindo (HWV 3) (Se HWV 354) |
| 345  | Marts                                | D-dur         | Før 1738         |                |                | Ingen autograf |
| 347  | Sinfonia                             | Bb-dur        | Cirka 1747       |                |                | |
| 348  | Suite. Water Music suite No. 1       | F-dur         | 1717             | 17. juli 1717  | 1788           | Autograf-udgaven tabt. Opført for kong George I på Themsen fra en båd med cirka 50 musikere. Kongen insisterede på at stykket blev spillet mere end en gang                                                                            |
| 349  | Suite. Water Music suite No. 2       | D-dur         | 1717             | 17. juli 1717  | 1788           | Autograf-udgaven tabt. Opført for kong George I på Themsen fra en båd med cirka 50 musikere. Kongen insisterede på at stykket blev spillet mere end en gang                                                                            |
| 350  | Suite. Water Music suite No. 3       | G-dur         | 1717             | 17. juli 1717  | 1788           | Autograf-udgaven tabt. Opført for kong George I på Themsen fra en båd med cirka 50 musikere. Kongen insisterede på at stykket blev spillet mere end en gang                                                                            |
| 351  | Suite. Music for the Royal Fireworks |               | 1749             | 27. april 1749 |                | Komponeret til fejringen af freden ved Aix-la-Chapelle (Aachen) som bragte den østrigske arvefølgekrig til afslutning. Først opført i Green Park i London                                                                              |
| 352  | Suite                                | Bb-dur        | 1706             |                |                | Ingen autograph |
| 353  | Suite                                | G-dur         | 1706             |                |                | Ingen autograf |
| 354  | Suite                                | Bb-dur        | 1708             |                |                | Ingen autograf |
| 355  | Arie for Hornpipe                    | c-mol         | ?Cirka 1710-1715 |                |                | Ingen autograf |
| 356  | Hornpipe                             | D-dur         | 1740             |                |                | Ingen autograf. Komponeret til Vauxhall Gardens |
| 413  | Gigue                                | Bb-dur        | 1736             |                |                | |

## Solosonater
| HWV     | Instrument            | Toneart | Komponeret      | Offentliggjort | Opus          | Noter |
| ------- | --------------------- | ------- | --------------- | -------------- | ------------- | --- |
| 357     | Obo                   | Bb-dur  | Cirka 1707-1710 |                |               | En af Händels tidligste overleverede kompositioner. Formentlig skrevet under hans ophold i Italien |
| 358     | Recorder eller violin | G-dur   | Cirka 1707-1710 |                |               | Fitzwilliam-sonaten. Manuskriptet med autografen, der befinder sig i Fitzwilliam Museum, nævner ikke instrumentet, men Händelspecialister betragter den som en violinsonate                                                                                 |
| 359a    | Violin                | d-mol   | Cirka 1724      |                |               | Denne sonate i d-mol med titlen "Sonata 2" følger efter G-durssonaten (HWV 358) i Fitzwilliam Museums autograf. Oprindelig skrevet for violin og udgivet to forskellige e-mol-versions for fløjte. Se fløjtesonate i e-mol (HWV 359b)                       |
| 359b    | Fløjte                | e-mol   | Cirka 1724      | 1732           | Opus 1 No. 1b | Af de to sonater udgivet af Chrysander som Opus 1 Sonata I, er denne (Sonata Ib) den af dem, der er medtaget i Walshs oprindelige edition (hvor den kaldes Sonata I)                                                                                        |
| 360     | Recorder              | g-mol   | Cirka 1725-1726 | 1732           | Opus 1 No. 2  | |
| 361     | Violin                | A-dur   | Cirka 1725-1726 | 1732           | Opus 1 No. 3  | |
| 362     | Recorder              | a-mol   | Cirka 1725-1726 | 1732           | Opus 1 No. 4  | |
| 363a    | Obo                   | F-dur   | Cirka 1711-1716 |                |               | |
| 363b    | Fløjte                | G-dur   | Cirka 1711-1716 | 1732           | Opus 1 No. 5  | |
| 364a    | Violin                | g-mol   | Cirka 1724      | 1732           | Opus 1 No. 6  | |
| 364b    | Viola da gamba        | g-mol   | Cirka 1724      |                |               | En autoriseret transskription af HWV364a |
| 365     | Recorder              | C-dur   | Cirka 1725-1726 |                | Opus 1 No. 7  | |
| 366     | Obo                   | c-mol   | Cirka 1711-1712 | 1732           | Opus 1 No. 8  | |
| 367a    | Recorder              | d-mol   | Cirka 1725-1726 |                | Opus 1 No. 9a | Satserne 1-5 udgør Fitzwilliam Sonata III". Blev oprindelig udgivet som fløjtesonate i B-mol, Op 1 No. 9b (HWV 367b). Den moderne Händel-edition oplyser, at det er skrevet for tværfløjte, men autograf-manuskriptet angiver klart, at stykket er recorder |
| 367b    | Fløjte                | B minor | Cirka 1725-1726 | 1732           | Opus 1 No. 9b | I Aylesford-samlingen optræder Alla breve-satsen med titlen FUGE |
| 368     | Violin                | g-mol   |                 | 1732           | Opus 1 No. 10 | Formentlig uægte |
| 369     | Recorder              | F-dur   | Cirka 1725-1726 | 1732           | Opus 1 No. 11 | |
| 370     | Violin                | F-dur   |                 | 1732           | Opus 1 No. 12 | Formentlig uægte |
| 371     | Violin                | D-dur   | Cirka 1749-1750 |                | Opus 1 No. 13 | Denne sonate er Händels sidste stykke kammermusik. Stykket blev ikke udgivet af Walsh; betegnelsen Op 1 No.13 er Chrysanders |
| 372     | Violin                | A-dur   |                 | 1732           | Opus 1 No. 14 | Formentlig uægte. Stykket blev udgivet af Walsh som Op. 1 No. 10 i originaleditionen som havde et forfalsket titelblad, der angav Roger som udgiveren; betegnelsen Op. 1 No.14 er Chrysanders                                                               |
| 373     | Violin                | E-dur   |                 | 1732           | Opus 1 No. 15 | Formentlig uægte. Stykket blev udgivet af Walsh som Op. 1 No. 12 i originaleditionen som havde et forfalsket titelblad, der angav Roger som udgiveren; betegnelsen Op. 1 No. 14 er Chrysanders                                                              |
| 374     | Fløjte                | a-mol   |                 | 1730           |               | "Halle Sonata No. 1". Autenticiteten usikker |
| 375     | Fløjte                | e-mol   |                 | 1730           |               | "Halle sonata No. 2". Autenticiteten usikker. De første to satser er identiske med dem fra HWV 366 og den sidste sats forekommer også i slutningen af Walshs tryk af HWV 434                                                                                |
| 376     | Fløjte                | B minor |                 | 1730           |               | "Halle sonata No. 3". Autenticiteten usikker |
| 377     | Recorder              | Bb-dur  | Cirka 1724-1725 |                |               | Alle tre satser forekommer som dele af andre værker |
| 378     | Fløjte                | D-dur   | ?Cirka 1707     | 1979           |               | Ingen autograf, men betragtes nu som autentisk. Den forekommer i et vigtigt manuskript fra det 18. århundrede med solosonater fra det kongelige konservatorium i Bruxelles og tilskrives der 'Sr Weisse'                                                    |
| 379     | Fløjte                | e-mol   | Cirka 1727-1728 | 1879           | Opus 1 No. 1a | Værkets autenticitet stilles der ikke spørgsmålstegn ved, men sonaten er ikke en del af Händels Opus 1 som udgivet af Walsh; den er blevet tilføjet af Chrysander.                                                                                          |
| 406     | Violin                | A-dur   | Cirka 1751      |                |               | Adagio og allegro. Tredelt ledsagelse |
| 407     | Violin                | G-dur   | Cirka 1738      |                |               | Allegro |
| 408     | Violin                | c-mol   | Cirka 1725-1729 |                |               | Allegro. It may be the only surviving fragment of a completed sonata in c-mol |
| 409     | Recorder              | d-mol   | Cirka 1725-1726 |                |               | Andante. Variant af satsen fra recordersonate i d-mol (HWV 367a) |
| 412     | Violin                | a-mol   | Cirka 1725-1726 |                |               | Andante |
| 419 1-6 |                       |         | Cirka 1710-1720 |                |               | Seks marcher. Kendes kun fra trykte kilder; udgivet i separate dele som hhv. drengesopran og bas; instrumenteringen er uspecificeret, omend titelbladet nævner fløjte og violin. Kan oprindelig have være et værk for keyboard                              |
| 420     |                       | D-dur   | Cirka 1743-1744 |                |               | Menuet. Two-stave versions in autograph; instrumentation unspecified, upper stave ? violins. May have originated as a keyboard work |
| 421     |                       | D-dur   | Cirka 1743-1744 |                |               | Minuet. Two-stave versions in autograph; instrumentation unspecified, upper stave ? violins. May have originated as a keyboard work |

## Trio sonatas
| HWV  | Toneart      | Komponeret            | Offentliggjort | Opus         | Noter |
| ---- | ------------ | --------------------- | -------------- | ------------ | --- |
| 380  | Bb-dur       |                       |                |              | Autenticiteten tvivlsom |
| 381  | d-mol        |                       |                |              | Autenticiteten tvivlsom |
| 382  | E-flat major |                       |                |              | Autenticiteten tvivlsom |
| 383  | F-dur        |                       |                |              | Autenticiteten tvivlsom |
| 384  | G-dur        |                       |                |              | Autenticiteten tvivlsom |
| 385  | D-dur        |                       |                |              | Autenticiteten tvivlsom |
| 386a | c-mol        | Cirka 1717-1719       | 1879           |              | I Chrysanders "G. F. Handel's Werke" (1879) omtales dette stykke som Op. 2 No. 1a; Variant form of Op. 2 No 1, ikke udgivet af Walsh, men kan findes i mansuskripter |
| 386b | b-mol        | Før 1727              | 1733           | Opus 2 No. 1 | I Chrysanders "G. F. Handel's Werke" omtales dette stykke som Op. 2 No 1b                                                                                            |
| 387  | g-mol        | 1699 (?)              | 1733           | Opus 2 No. 2 | Händels tidligst daterbare komposition. I Chrysanders "G. F. Handel's Werke" omtales dette stykke som Op. 2 No 2                                                     |
| 388  | Bb-dur       | Cirka 1717-1718       | 1733           | Opus 2 No. 3 | I Chrysanders "G. F. Handel's Werke" omtales dette stykke som Op. 2 No 4. Finalen forekommer i ouverturen til Athalia (HWV 52)                                       |
| 389  | F-dur        | Cirka 1718-1722       | 1733           | Opus 2 No. 4 | I Chrysanders "G. F. Handel's Werke" omtales dette stykke som Op. 2 No 5. Larghetto forekommer i ouverturen til Esther (HWV 50a)                                     |
| 390  | g-mol        | Cirka 1717-1722       | 1733           | Opus 2 No. 5 | I Chrysanders "G. F. Handel's Werke" omtales dette stykke som Op. 2 No 6                                                                                             |
| 391  | g-mol        | Cirka 1707            | 1733           | Opus 2 No. 6 | I Chrysanders "G. F. Handel's Werke" omtales dette stykke som Op. 2 No 7                                                                                             |
| 392  | F-dur        | Cirka 1706-1707       |                |              | I Chrysanders "G. F. Handel's Werke" (1879) omtales dette sstykke som Op. 2 No 3. En af "Dresden"-sonaterne. Ingen autograf                                          |
| 393  | g-mol        | Formentlig cirka 1719 |                |              | Autenticiteten usikker. I Chrysanders "G. F. Handel's Werke" omtales dette stykke som Op. 2 No 8                                                                     |
| 394  | E-dur        |                       |                |              | Autenticiteten usikker. I Chrysanders "G. F. Handel's Werke" omtales dette stykke som Op. 2 No 9                                                                     |
| 395  | e-mol        |                       |                |              | Autenticiteten usikker. Formentlig komponeret af Johann Adolph Hasse (1699-1783)                                                                                     |
| 396  | A-dur        |                       | 1739           | Opus 5 No. 1 | |
| 397  | D-dur        |                       | 1739           | Opus 5 No. 2 | |
| 398  | e-mol        |                       | 1739           | Opus 5 No. 3 | |
| 399  | G-dur        |                       | 1739           | Opus 5 No. 4 | |
| 400  | g-mol        |                       | 1739           | Opus 5 No. 5 | |
| 401  | F-dur        |                       | 1739           | Opus 5 No. 6 | |
| 402  | Bb-dur       |                       | 1739           | Opus 5 No. 7 | |
| 403  | C-dur        | Cirka 1738            |                |              | |
| 404  | g-mol        |                       |                |              | Ingen autograf |
| 405  | F-dur        | Cirka 1707-1710       |                |              | |

## Værker for blæserensemble
| HWV | Type           | Toneart | Komponeret      | Noter                                                                             |
| --- | -------------- | ------- | --------------- | --------------------------------------------------------------------------------- |
| 346 | March          | F-dur   | ? Før 1729      |                                                                                   |
| 410 | Arie           | F-dur   | Cirka 1725      |                                                                                   |
| 411 | Arie           | F-dur   | Cirka 1725      |                                                                                   |
| 414 | March for fife | C major | Cirka 1747      |                                                                                   |
| 415 | March for fife | D-dur   | Cirka 1747      |                                                                                   |
| 416 | March          | D-dur   | Cirka 1734      |                                                                                   |
| 417 | March          | D-dur   | Cirka 1746-1747 | May have originated as a keyboard work as a two-stave version of the march exists |
| 418 | March          | G-dur   | ?Cirka 1741     |                                                                                   |
| 422 | Menuet         | G-dur   | Cirka 1746-1747 |                                                                                   |
| 423 | Menuet         | G-dur   | Cirka 1746-1747 |                                                                                   |
| 424 | Ouverture      | D-dur   | Cirka 1741      | 'Fitzwilliam'-ouverture                                                           |

## Keyboard-værker
| HWV        | Type                               | Toneart     | Komponeret              | Offentliggjort | Noter |
| ---------- | ---------------------------------- | ----------- | ----------------------- | -------------- | --- |
| 305b       | Arrangement                        | f-mol       | Cirka 1747              |                | Brugt som ouverture. Aarrangement af orgelkoncerten i F-dur (HWV 305) for solokeyboard |
| 425        | Air (Saraband)                     | E-dur       |                         |                | En enkelt sats. Komponeret ex tempore af Händel i St. Giles. Autografen fra ca. 1740-1750 indeholder Händels transskription af åbningsmelodien |
| 426        | Suite de pièce Vol. 1 No. 1        | A-dur       | Før 1720                | 1720           | |
| 427        | Suite de pièce Vol. 1 No. 2        | F-dur       | Før 1720                | 1720           | |
| 428        | Suite de pièce Vol. 1 No. 3        | d-mol       | Før 1720                | 1720           | |
| 429        | Suite de pièce Vol. 1 No. 4        | e-mol       | Før 1720                | 1720           | |
| 430        | Suite de pièce Vol. 1 No. 5        | E-dur       | Før 1720                | 1720           | "The Harmonious Blacksmith" eller "Air and Variations in E major". Findes også i tidlige manuskriptpartiturer som en "Chaconne" i G-dur (i mindst to forskellige former)                                                                                       |
| 431        | Suite de pièce Vol. 1 No. 6        | Fis-mol     | Før 1720                | 1720           | |
| 432        | Suite de pièce Vol. 1 No. 7        | g-mol       | Før 1720                | 1720           | |
| 433        | Suite de pièce Vol. 1 No. 8        | F minor     | Før 1720                | 1720           | |
| 434        | Suite de pièce Vol. 2 No. 1        | Bb-dur      | ?1710-1717              | 1733           | 434-4: Menuet i g-mol som også bruges i fløjtesonate i e-mol (HWV 375). Ikke del af suite de pièce i Bb-dur. 434-3 har et tema, der er blevet brugt af Johannes Brahms til hans "Variationer og fuga over et tema af Händel".                                  |
| 435        | Suite de pièce Vol. 2 No. 2        | G-dur       | ?1705-1717              | 1733           | 21 variationer. En chaconne. Ritornellen i G-dur (HWV 343) blev tilføjet til denne komposition |
| 436        | Suite de pièce Vol. 2 No. 3        | d-mol       | Nowrap\|Cirka 1721-1726 | 1733           | |
| 437        | Suite de pièce Vol. 2 No. 4        | d-mol       | Cirka 1703-1706         | 1733           | |
| 438        | Suite de pièce Vol. 2 No. 5        | e-mol       | Cirka 1710-1717         | 1733           | |
| 439        | Suite de pièce Vol. 2 No. 6        | g-mol       | Cirka 1703-1706         | 1733           | |
| 440        | Suite de pièce Vol. 2 No. 7        | Bb-dur      | Cirka 1703-1706         | 1733           | Revideret 1717-1718 |
| 441        | Suite de pièce Vol. 2 No. 8        | G-dur       | Cirka 1703-1706         | 1733           | |
| 442        | Suite de piece Vol. 2 No. 9        | G-dur       | Cirka 1703-1706         | 1733           | 62 variationrt. Prelude og chaconne. To forskellige præludier er anført i kilderne (HWV 442/1b hos Walsh) |
| 443        | Suite                              | C-dur       | 1700-1703               |                | Inkluderer en chaconne (som der er 26 variationer af) |
| 444        | Partita                            | c-mol       | Cirka 1705-1706         |                | |
| 445        | Suite                              | c-mol       | 1705-1706               |                | |
| 446        | Suite                              | c-mol       | Cirka 1703-1706         |                | Komponeret for to cembali, men kun musikken for det ene cembalo er overleveret |
| 447        | Suite                              | d-mol       | Cirka 1738-1739         |                | Skrevet til prinsesse Louisa. Sidestykke til suite i g-mol (HWV 452) |
| 448        | Suite                              | d-mol       | Cirka 1705-1706         |                | |
| 449        | Suite                              | d-mol       | Cirka 1705              |                | |
| 450        | Partita                            | G-dur       | Cirka 1700-1705         |                | |
| 451        | Suite                              | g-mol       | Cirka 1703-1706         |                | Kun allemande og courante |
| 452        | Suite                              | g-mol       | Cirka 1738-1739         |                | Skrevet til prinsesse Louisa. Sidestykke til suite i g-mol (HWV 447) |
| 453        | Suite                              | g-mol       | Cirka 1705-1706         |                | |
| 454        | Partita                            | A-dur       | Cirka 1703-1706         |                | |
| 455        | Suite                              | Bb-dur      | Cirka 1705              |                | Keyboard-version af ouverturen i Bb-dur (HWV 336og suiten i Bb-dur (HWV 354) |
| 456-1      | Arrangement                        |             | Cirka 1720-1727         |                | Arrangement af ouverturen til den italienske opera Il pastor fido |
| 456-2      | Arrangement                        |             | Cirka 1720-1727         |                | Arrangement af ouverturen til den italienske opera Amadigi |
| 456-3      | Arrangement                        |             | Cirka 1720-1727         |                | Arrangement af ouverturen til den italienske opera Flavio |
| 456-4      | Arrangement                        |             | Cirka 1720-1727         |                | Arrangement af ouverturen til den italienske opera Rodelinda |
| 456-5      | Arrangement                        |             | Cirka 1720-1727         |                | Arrangement af ouverturen til den italienske opera Riccardo Primo |
| 457        | Air                                | C-dur       | Cirka 1720-1721         |                | |
| 458        | Air                                | c-mol       | ?Cirka 1710-1720        |                | Autenticitet usikker |
| 459        | Air                                | c-mol       | Cirka 1710-1720 (?)     |                | Autenticitet usikker |
| 460        | Air (March)                        | D-dur       | Cirka 1720-1721         |                | |
| 461        | Air (Hornpipe)                     | d-mol       | Cirka 1717-1718         |                | |
| 462        | Air og menuet                      | d-mol       | Cirka 1724-1726         |                | |
| 463        | Air                                | F-dur       | Cirka 1707-1709         |                | |
| 464        | Air                                | F-dur       | Cirka 1724-1726         |                | En udgave air fra "Water Music" (HWV 348-350) |
| 465        | Air og to Doubles                  | F-dur       | Cirka 1710-1720         |                | |
| 466        | Air                                | g-mol       | Cirka 1710-1720         |                | For dobbeltcembalo (eller muligvis orgel) |
| 467        | Air Lentement                      | g-mol       | Cirka 1710-1720         |                | |
| 468        | Air                                | A-dur       | Cirka 1727-1728         |                | |
| 469        | Air                                | Bb-dur      | Cirka 1738-1739         |                | Genbrugt i orkestral form i sinfonia i Bb-dur (HWV 347) og i orgelkoncerten i Bb-dur (HWV 311) |
| 470        | Air                                | Bb-dur      | Cirka 1710-1720         |                | For dobbelt cembalo (eller muligvis orgel) |
| 471        | Air                                | Bb-dur      | Cirka 1710-1720         |                | |
| 472        | Allegro                            | C-dur       | Cirka 1705              |                | |
| 473        | Allegro                            | C-dur       | 25. august 1738         |                | Clock-Organ |
| 474        | Air                                | G-dur       | Cirka 1736-1738         |                | Baseret på første kør af "Acis and Galatea" (HWV 49a). Muligvis for orgel |
| 475        | Allegro                            | d-mol       | Cirka 1710-1720         |                | |
| 476        | Allemande                          | F-dur       | Cirka 1730-1735         |                | |
| 477        | Allemande                          | A-dur       | Cirka 1724-1726         |                | |
| 478        | Allemande                          | a-mol       | Cirka 1705              |                | |
| 479        | Allemande                          | B minor     | Cirka 1721-1722         |                | |
| 480        | Chorale                            | g-mol       | Cirka 1736-1740         |                | Den korale meldoi "Jesu meine Freude" som midterdel. Muligvis for orgel. En totakts epilog kan udgøre en planlagt variation |
| 481        | Capriccio                          | F-dur       | Cirka 1703-1706         |                | |
| 482-1      | Arrangement                        |             | Cirka 1720-1725         |                | Arrangement af ouverture til den italienske opera Rinaldo |
| 482-2      | Arrangement                        |             | Cirka 1720-1725         |                | Arrangement af ouverturen til den italienske opera Floridante |
| 482-3      | Arrangement                        |             | Cirka 1720-1725         |                | Arrangement af ouverturen til den italienske opera Radamisto |
| 482-4      | Arrangement                        |             | Cirka 1720-1725         |                | Arrangement of the overture to the Italian opera Muzio Scevola |
| 483        | Capriccio                          | g-mol       | Cirka 1720-1721         |                | |
| 484        | Chaconne med 49 variationer        | C-dur       | Cirka 1700-1705         |                | Version af chaconnen i suite HWV 443 |
| 485        | Chaconne                           | F-dur       | Cirka 1705              |                | For dobbelt cembalo |
| 486        | Chaconne                           | g-mol       | Cirka 1705              |                | |
| 487        | Concerto                           | G-dur       | Cirka 1710-1720         |                | To satser |
| 488        | Allegro (Courante)                 | F-dur       | Cirka 1717-1718         |                | I G-dur til Suite de piece i G-dur, Vol. 2 No. 9 (HWV 442) |
| 489        | Courante                           | b-mol       | Cirka 1722              |                | |
| 490        | Fantasie pour le clavecin          | C-dur       | Cirka 1703-1706         |                | |
| 491        | Gavotte                            | G-dur       | Cirka 1705              |                | |
| 492        | Gigue                              | F-dur       | Cirka 1726-1727         |                | |
| 493        | Gigue                              | g-mol       | Cirka 1704-1705         |                | To versioner |
| 494        | Impertinence (Bourée)              | g-mol       | Cirka 1705              |                | |
| 495        | Lesson                             | d-mol       | Cirka 1705-1710         |                | Tidlig udgave (med to varianter) af Suite de pièce i d-mol, Vol. 1 No. 3 (HWV 428), sjette sats |
| 496        | Lesson                             | a-mol       | Cirka 1715-1720         |                | |
| 497 to 558 | 62 Minuets                         | Forskellige |                         |                | Two-stave pieces, probably for keyboard. Some related to minuets in other works |
| 559        | Passepied                          | C-dur       | Cirka 1721-1722         |                | |
| 560        | Passepied                          | A-dur       | Cirka 1705              |                | |
| 561        | Prelude                            | d-mol       | Cirka 1705-1706         |                | Version af præludiet til Suite de pièce i d-mol, Vol. 2 No. 4 (HWV 437) |
| 562        | Prelude (Harpeggio)                | d-mol       | Cirka 1711-1712         |                | |
| 563        | Prelude                            | d-mol       | Cirka 1700-1703         |                | |
| 564        | Prelude                            | d-mol       | Cirka 1705              |                | |
| 565        | Prelude                            | d-mol       | Cirka 1710-1720         |                | En tidlig version af præludiet til Suite de pièce i d-mol, Vol. 1 No. 3 (HWV 428) |
| 566        | Prelude                            | E-dur       | Cirka 1710-1720         |                | Forbindes i nogle manuskripter med satserne i Suite de pièce i f-mol, Vol. 1 No. 8 (HWV 433) |
| 567        | Præludium                          | F-dur       | Cirka 1710-1720         |                | |
| 568        | Præludium                          | F minor     | Cirka 1710-1720         |                | Forbindes i nogle manuskripter med satserne i Suite de pièce i f-mol, Vol. 1 No. 8 (HWV 433) |
| 569        | Preludium                          | F minor     | ? Cirka 1710-1720       |                | Arpeggio del Cook. Autenticiteten usikker |
| 570        | Prelude (Harpeggio)                | Fis-mol     | Cirka 1717-1718         |                | Oprindelig forbundet med Suite de pièce i fis-mol, Vol. 1 No. 6 (HWV 431) |
| 571        | Prelude and Capriccio              | G-dur       | Cirka 1703-1706         |                | To satser |
| 572        | Prelude                            | g-mol       | Cirka 1710-1717         |                | Oprindelig forbundet med Suite de pièce i g-mol, Vol. 1 No. 7 (HWV 432) |
| 573        | Prelude (Harpeggio)                | g-mol       | Cirka 1705              |                | |
| 574        | Prelude and Allegro (Sonata)       | g-mol       | Cirka 1705              |                | To satser |
| 575        | Prelude (Harpeggio)                | a-mol       | Cirka 1717-1718         |                | Forbundet med "Lesson" i a-mol"; HWV 496 |
| 576        | Prelude og allegro                 | a-mol       | Cirka 1705-1706         |                | To satser |
| 577        | Sonata (Fantasia) pour le clavecin | C-dur       | Cirka 1703-1705         |                | |
| 578        | Sonate                             | C-dur       | Cirka 1750              |                | Clock-Organ. Musik forbundet med 'Amen' (HWV 277), concerto grosso i C-dur, til "Alexander's Feast" (HWV 318) og "Air Lentement" i g-mol (HWV 467) |
| 579        | Sonata (Fantasia)                  | G-dur       | ? Cirka 1707-1710       |                | For dobbelt cembalo (eller muligvis orgel) |
| 580        | Sonata (Larghetto)                 | g-mol       | ?Cirka 1707-1710        |                | En sats |
| 581        | Sonatine                           | d-mol       | Cirka 1705              |                | En sats |
| 582        | Sonatine (Fuga)                    | G-dur       | Cirka 1721-1722         |                | En sats |
| 583        | Sonatine                           | g-mol       | ?Cirka 1721-1722        |                | En sats |
| 584        | Sonatine                           | a-mol       | Cirka 1706-1708         |                | En sats. Autenticiteten usikker |
| 585        | Sonatine                           | Bb-dur      | Cirka 1721-1722         |                | En sats |
| 586        | Toccata                            | g-mol       | Cirka 1710-1720         |                | |
| 587 to 597 | Elleve stykker                     | C, F og G   | Cirka 1735-1740         |                | "10 [sic] Tunes for Clay's Musical Clock" (Clock-Organ). Indeholder arrangementer af operaarier |
| 598 to 604 | Syv stykker                        | C-dur       | Cirka 1730-1740         |                | Clock-Organ. HWV 600 (en udgave af HWV 588) med titlen "A Voluntary for a Flight of Angels." |
| 605        | Fuga                               | g-mol       | Cirka 1711-1718         | 1735           | No. 1 af "Six Fugues or Voluntarys for the Organ or Harpsichord" udgivet af Walsh i 1735 |
| 606        | Fuga                               | G-dur       | Cirka 1711-1718         | 1735           | No. 2 af "Six Fugues or Voluntarys for the Organ or Harpsichord" udgivet af Walsh i 1735 |
| 607        | Fuga                               | Bb-dur      | Cirka 1711-1718         | 1735           | No. 3 af "Six Fugues or Voluntarys for the Organ or Harpsichord" udgivet af Walsh i 1735 |
| 608        | Fuga                               | b-mol       | Cirka 1711-1718         | 1735           | No. 4 af "Six Fugues or Voluntarys for the Organ or Harpsichord" udgivet af Walsh i 1735 |
| 609        | Fuga                               | a-mol       | Cirka 1711-1718         | 1735           | No. 5 af "Six Fugues or Voluntarys for the Organ or Harpsichord" udgivet af Walsh i 1735 |
| 610        | Fuga                               | c-mol       | Cirka 1711-1718         | 1735           | No. 6 af "Six Fugues or Voluntarys for the Organ or Harpsichord" udgivet af Walsh i 1735 |
| 611        | Fuga                               | F-dur       | Cirka 1705              |                | Ingen autograf |
| 612        | Fuga                               | E-dur       |                         |                | Ingen autograf. En enkelt kilde er fra et manuskript med orgelvoluntaries (en voluntary er et improviseret stykke musik); formentlig autentisk, omend teksten til de sidste takter er fejlbehæftet. Fugaens emne er relateret til ouverturen til "Water Music" |

## Appendiks
| HWV           | Genre             | Titel                                | Komponeret       | Premiere          | Sted                                                                                   | Libretto                                                       | Noter |
| ------------- | ----------------- | ------------------------------------ | ---------------- | ----------------- | -------------------------------------------------------------------------------------- | -------------------------------------------------------------- | --- |
| A1            | Opera (pasticcio) | L'Elpidia, overo Li rivali generosi  | 1725             | 11. maj 1725      | London, King's Theatre, Haymarket (Ti opførelser frem til 19. juni)                    | Nicola Haym (?), efter A. Zeno, 1697                           | Repremiere 30. november 1725 på King's Theatre i Haymarket i London (Fire opførelser frem til 11. december)                                                                                          |
| A2            | Opera             | Olibrio eller Genserico              | Januar 1728 (?)  |                   | Efter Beregan, 1693                                                                    | Et fragment; kun et udkast til første akt; aldrig færdiggjort  | |
| A3            | Opera (pasticcio) | Ormisda                              | 1730             | 4. april 1730     | London, King's Theatre, Haymarket (Tretten opførelser frem til 14. maj; also 9 Juni)   | ?Rossi, after Zeno, 1722                                       | Tolv sange ændret ved opførelsen den 21. april 1730, Stradas beneficeforestilling. Genopført den 28. november 1730: London, King's Theatre, Haymarket (Fem forestillinger frem til den 8. december). |
| A4            | Opera (pasticcio) | Venceslao                            | 1731             | 11. januar 1731   | London, King's Theatre, Haymarket (Fire opførelser frem til 23. januar)                | Rossi (?), after Zeno, 1724                                    | |
| A5            | Opera             | Titus l'empéreur                     | ? Oct - Nov 1731 |                   | På italiensk, ? efter J. Racine, "Berenice"                                            | Fragment; kun udkast til del af første akt; aldrig færdiggjort | |
| A6            | Opera (pasticcio) | Lucio Papirio dittatore              | 1732             | 23. maj 1732      | London, King's Theatre, Haymarket (Fire opførelser frem til 6. Juni)                   | Efter Zeno/C.I. Frugoni, 1729                                  | |
| A7            | Opera (pasticcio) | Catone                               | 1732             | 4. november 1732  | London, King's Theatre, Haymarket                                                      | Efter Metastasio, 1728/1729                                    | |
| A8            | Opera (pasticcio) | Semiramide or Semiramis riconosciuta | 1733             | 30. oktober 1733  | London, King's Theatre, Haymarket                                                      | Efter Metatstasio, 1729                                        | |
| A9            | Opera (pasticcio) | Caio Fabricio                        | 1733             | 4. december 1733  | London, King's Theatre, Haymarket                                                      | Efter Zeno, 1732                                               | |
| A10           | Opera (pasticcio) | Arbace                               | 1734             | 5. januar 1734    | London, King's Theatre, Haymarket                                                      | Efter Metatstasio, 1730                                        | |
| A11           | Opera (pasticcio) | Oreste                               | 1734             | 18. december 1734 | London, Covent Garden Theatre (3 performances to 28 December)                          | Efter G. G. Barlocci, 1723                                     | Music entirely by Handel |
| A12           | Opera (pasticcio) | Didone abbandonata                   | 1737             | 13. april 1737    | London, Covent Garden Theatre                                                          | Efter Metatstasio, 1726                                        | |
| A13           | Opera (pasticcio) | Alessandro Severo                    | 1738             | 25. februar 1738  | London, King's Theatre, Haymarket (Fem forestillinger frem til 11. marts samt 30. maj) | Efter Zeno, 1717/23                                            | Musikken helt og holdent af Händel |
| A14           | Opera (pasticcio) | Giove in Argo                        | 24. april 1739   | 1. maj 1739       | London, King's Theatre, Haymarket (also 5 Maj)                                         | På italiensk, efter A.M. Lucchini "Giove in Argo", 1719        | Musikken helt og holdent af Händel |
| A15 (1 to 37) | Keyboard          | Menuetter i forskellige tonearter    |                  |                   |                                                                                        | Arrangementer af forskellige operaarier                        | |

## Ikke optaget i HWV
Følgende kompositioner af Händel er ikke medtaget i HWV-kataloget:
| Genre                      | Titel                                         | Komponeret      | Premiere         | Sted                                         | Noter |
| -------------------------- | --------------------------------------------- | --------------- | ---------------- | -------------------------------------------- | --- |
| Arie                       | The Beauteous Cloe eller 'Cloe, you're witty' |                 |                  |                                              | Genbrug af arien 'S'io dir potessi' fra Ottone (HWV 15), muligvis af Händel selv |
| Arie                       | Dicente mis ojos                              |                 |                  |                                              | Omarbejdet udgave af den afsluttende arie i den spanske kantate Nò se emenderá jamás (HWV 140) |
|                            | The Dream or 'Beneath a shady willow'         |                 |                  |                                              | Baseret på midtersektionen af åbningskoret i Acis and Galatea (HWV 49a) |
| Italiensk religiøs kantate | Gloria in Excelsis Deo                        | 1703 (?) - 1709 | 3. juni 2001     | Den internationale Händel-Göttingen-Festival | For Sopran, to violiner violiner, basso continuo. Fundet i år 2000 på Royal Academy of Musics bibliotek (i London). Manuskriptet er ikke skrevet af Händel.                                                        |
| Italiensk arie             | Lusinga questo cor                            | Cirka 1712-1717 |                  |                                              | For sopran. Formentlig færdiggjort i London |
| Orkesterstykke             | March i 'Judas Maccabaeus' i F-dur            | Cirka 1747-1748 |                  |                                              | Som en tilføjelse til oratoriet "Judas Maccabaeus" (HWV 63) eller til Concerto a due cori i F-dur (HWV 334) |
| Blæserensemble             | March i G-dur                                 | Cirka 1746-1747 |                  |                                              | Uafhængig blæserudgave af oratoriet, "Judas Maccabeus" march (HWV 63, no. 32a) |
| Blæserensemble             | Marche lentement i C-dur                      | Cirka 1741      |                  |                                              | Blæserudgave af "Dead March" fra oratoriet Samson (HWV 57) |
| Italiensk arie             | No Kossi presto nò                            |                 |                  |                                              | For sopran. Teksten tilsyneladende på et "tysk" italiensk |
| Arie                       | Der Mund spricht zwar                         |                 |                  |                                              | Omarbejdet version af arien fra operaen Almira (HWV 1) |
| Opera (pasticcio)          | Lucio Vero                                    | 1745            | November 1745    | King's Theatre, London                       | En pasticcio-opera med musik af Händel opført af Middlesex-operakompagni (opkaldt efter Lord Middlesex) |
| Oratorium (pasticcio)      |                                               | 1738            | 28. marts 1738   | King's Theatre, Haymarket, London            | Händels beneficeforestilling. Dobbeltsproget pasticcio, indeholdende megen musik fra Deborah (HWV 51), "As pants the hart" (Chandos Anthem No. 6; HWV 251b), en kroningsanthem og orgelkoncerter                   |
| Oratorio (pasticcio)       | Nabal                                         |                 | 16. marts 1764   | Covent Garden Theatre, London                | |
| Oratorium (pasticcio)      | Rebecca                                       |                 |                  |                                              | |
| Oratorio (pasticcio)       | Gideon                                        |                 | 10. februar 1769 | Covent Garden Theatre, London                | |
| Arie                       | Quand on suit l'amoureuse loi                 |                 |                  |                                              | En kort da capo-arie i gavotte-stil |
| Opera                      | Rossane                                       | 1743            | November 1743    | King's Theatre, London                       | Genopført 24. februar 1747 og 20. februar 1748 på King’s Theatre, Haymarket, London. Lampugnani arrangerede musikken fra Händels Alessandro (HWV 21), som efterfølgende blev opført af operakompagniet "Middlesex" |
| Fransk sang                | Sans y penser                                 |                 |                  |                                              | En anden version af den franske sang (HWV 155) i en lavere toneart og med en simplere baslinje |
| Italiensk arie             | Sa perchè pena il cor                         | Cirka 1712-1717 |                  |                                              | For alt |
| Orkestersuite              | Water Music kammersuite                       |                 |                  |                                              | Ni satser. Arrangementet er fra moderne tid, men autenticiteten er usikker. Udgivet af Burrows i 1991 |

## Links
- Liste over kompositioner på gfhandel.org Arkiveret 30. januar 2009 hos  Wayback Machine
- Friedrich Chysanders komplette udgave af Händels værker (e-bog) Arkiveret 16. januar 2022 hos  Wayback Machine

## Lyt til Händel
- Wikimedia Commons har flere filer relateret til Værker af Georg Friedrich Händel